# Oursins du Golfe de Californie

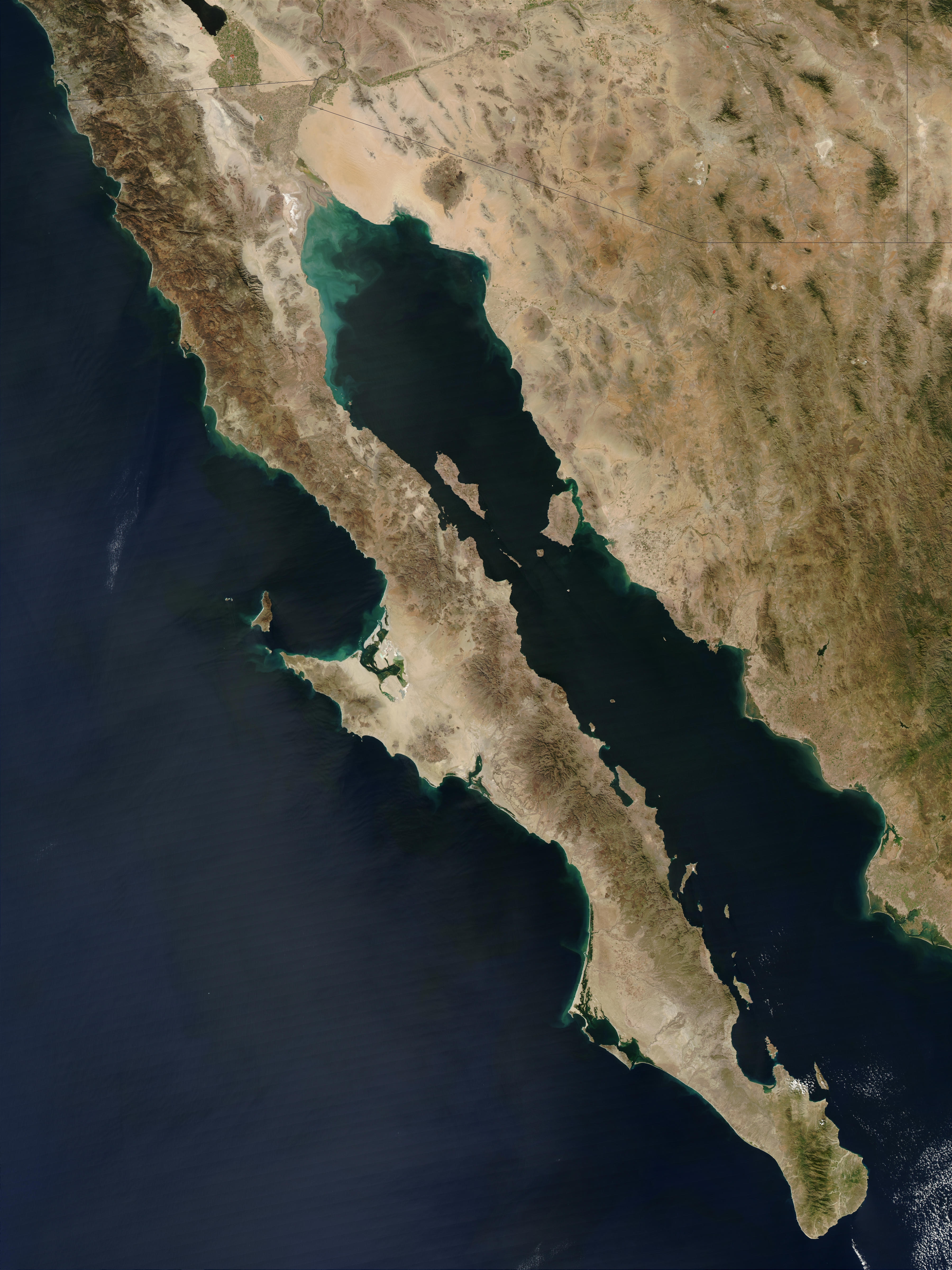
Vue satellite du Golfe de Californie.

Le Golfe de Californie est situé entre la côte de Basse-Californie à l'ouest et le Mexique continental à l'est (état de Sonora), et s'ouvre sur l'océan Pacifique au sud. 
Cette mer est célèbre pour sa grande biodiversité et son fort taux d'endémisme. Les oursins, échinodermes sphériques protégés par des piquants calcaires, y sont particulièrement abondants et diversifiés. 

## Introduction
Environ 23 espèces d'oursins réguliers, 3 oursins-cœur, et 9 « dollars des sables » peuplent le Golfe de Californie, baigné par la Mer de Cortez. On peut diviser leur répartition en 3 régions biogéographiques distinctes : les parties nord, centrale et sud du Golfe. Deux régions supplémentaires peuvent être discernées, qui sont le sud-ouest de la Basse-Californie du Sud, et le delta du Colorado.
Une espèce d'oursin, Mellita granti, est strictement endémique du Golfe de Californie.

## Les régions biogéographiques du Golfe de Californie
- Le golfe nord (GNC) – s'étend du delta du Colorado à la Basse-Californie et l'état de Sonora, incluant les îles Tiburón Island et Isla Ángel de la Guarda[2].

- Le golfe central (GCC) – s'étend des îles Midriff jusqu'à Punta Coyote[2].

- Le golfe sud (GCS) – s'étend de la limite sud du golfe central jusqu'au cap Coririanteds au Jalisco et au cap Cabo San Lucas en Basse Californie[2].

- Le sud-ouest de la Basse-Californie (Southwest Baja California Sur Region, SBC) – s'étend le long de la côte ouest de la Basse-Californie, du cap Talso au lagon de Bahia Magdelena[2].

Réserve de Biosphère
- La réserve de biosphère UNESCO du delta du Colorado (Upper Gulf of California and Colorado River Delta Biosphere Reserve, RB) – inclut la pointe de la Mer de Cortez, avec comme limite sud la Punta San Felipe (Punta Macharro) et la Punta Pelicano (Roca del Toro)[2],[3].

## Acronymes pour la distribution mondiale
Des acronymes pour la distribution mondiale sont utilisés par les biologistes marins pour désigner des régions de peuplement à l'échelle globale.
Acronyms utilisés dans cette liste
- PET : Pacifique tropical Est : Golfe de Californie, îles Lobos de Afuera et Lobos de Tierra, et s'étend de la limite nord du complexe lagonaire de Bahía Magdalena jusqu'au Pérou (Punta Aguja).

- PNET : Pacifique nord-est tempéré : s'étend de la Basse-Californie tempérée (Bahía Magdalena) jusqu'au golfe d'Alaska, et au sud-ouest aux îles Aléoutiennes.

- PSET : Pacifique sud-est tempéré : part du Pérou (Punta Aguja) et descend jusqu'au Cap Horn.

- IGAL : Îles Galápagos (Équateur).

- IMAL : Île de Malpelo (Colombie).

- ICOC : Île Cocos (Costa Rica).

- IREV :  Îles Revillagigedo (Costa Rica). Inclut aussi les îles Socorro, Clarion, San Benedicto, et Roca Partida.

- ILTM : Îles Marías (Mexique).

- IGUA : Île Guadalupe (Mexique).

- RALI : Rocas Alijos (Mexique).

- ENGC : Espèce endémique du Golfe de Californie.

- PC : Pacifique central.

- OI : Océan Indien.

- AW : Atlantique Ouest.

- ART : Océan Arctique

- CT : Circumtropical.

## Liste des oursins du Golfe de Californie
Les informations scientifiques de ce tableau sont issues de la Sea of Cortez Database.
| Nom scientifique              | Distribution biogeographique | Profondeur  | Distribution                                  |
| ----------------------------- | ---------------------------- | ----------- | --------------------------------------------- |
| Agassizia scrobiculata        | GCN, GCC, GCS, SWB, RB       | 0 - 220     | PET, IGAL                                     |
| Allocentrotus fragilis        | GCN, GCC, GCS                | 50 - 1,200  | PET, PNET                                     |
| Aporocidaris milleri          | GCN, CCC, GCS, SWB           | 300 - 3,937 | PET, ART, ANT, IMAL, IGAL                     |
| Arbacia incisa                | GCN, GCC, GCS, RB, SWB       | 0 - 52      | PET, PNET, PSET, IGAL                         |
| Astropyga pulvinata           | GCN, GCC, GCS, SWB           | 0 - 90      | PET, IREV, ILTM, IGAL, ICOC                   |
| Brisaster latifrons           | GCN, GCC, GCS, RB            | 9 - 2,817   | PET, PNET, IGAL, ILTM                         |
| Brissopsis columbaris         | GCN, GCC, GCS                | 899 - 1,271 | PET                                           |
| Brissopsis pacifica           | GCN, GCC, GCS, SWB           | 9 - 2,379   | PET, PNET, OI, PC, IREV, IGAL, ICOC           |
| Brissus obesus                | GCN, GCC, GCS, RB, SWB       | 0 - 240     | PET, IGAL, IGUA, PNET, RALI                   |
| Centrostephanus coronatus     | GCN, GCC, GCS, SWB, RB       | 0 - 125     | PET, PNET, IGAL, ICOC                         |
| Clypeaster europacificus      | GCN, GCC, GCS                | 0 - 401     | PET, IREV, ICOC, IGAL                         |
| Clypeaster ochrus             | GCN, GCC, GCS, RB            | 0 - 162     | PET, IREV, ILTM, IGAL, ICOC                   |
| Clypeaster rotundus           | GCN, GCC, GCS, RB, SWB       | 0 - 91      | PET, IREV, ILTM, ICOC, IGAL                   |
| Clypeaster speciosus          | GCN, GCC, RB, SWB            | 0 - 128     | PET, IGAL, IREV, ICOC                         |
| Diadema mexicanum             | GCN, GCC, GCS, RB            | 0 - 113     | PET, PNET, IGAL, ICOC, IMAL, ILTM, IREV       |
| Echinometra oblonga           | GCN, GCC, GCS                | 0 - 34      | PET, IREV, IGAL, PW, OI                       |
| Echinometra vanbrunti         | GCN, GCC, GCS, RB, SWB       | 0 - 106     | PET, PNET, PSET, IGAL, ICOC, IREV, ILTM       |
| Encope grandis                | GCN, GCC, GCS, RB, SWB       | 0 - 128     | PET, AW                                       |
| Encope micropora              | GCN, GCC, GCS, RB, SWB       | 0 - 120     | PET, PNET, PSET, IREV, IGAL, ICOC             |
| Encope perspectiva            | GCN, GCC, GCS                | 15 - 27     | PET, PNET, IGAL                               |
| Eucidaris thouarsii           | GCN, GCC, GCS, RB, SWB       | 0 - 150     | PET, PNET, IREV, ILTM, IGAL, ICOC, IMAL, IGAL |
| Hesperocidaris asteriscus     | GCN, GCC, GCS                | 2 - 183     | PET, IREV                                     |
| Hesperocidaris perplexa       | GCN, GCC, GCS                | 13 - 1,500  | PET, IREV, PNET                               |
| Lovenia cordiformis           | GCN, GCC, GCS, RB, SWB       | 0 - 201     | PET, PNET, IREV, ICOC, IGAL, PC               |
| Lytechinus pictus             | GCN, GCC, GCS, RB, SWB       | 0 - 300     | PET, PNET, ICOC, IGUA                         |
| Mellita grantii               | GCN, GCC, GCS, RB            | 0 - 6       | ENGC                                          |
| Mellita longifissa            | GCN, GCC, GCS, RB, SWB       | 0 - 60      | PET, PNET                                     |
| Meoma grandis                 | GCN, GCC, GCS, SWB           | 0 - 200     | PET, IREV, ICOC, IGAL                         |
| Metalia nobilis               | GCN, GCC, GCS, RB            | 0 - 18      | PET                                           |
| Moira atropos                 | GCN, GCC, GCS, RB            | 0 - 160     | PET, PNET                                     |
| Nacospatangus depressus       | GCN, GCC                     | 5 - 302     | PET, PNET                                     |
| Plagiobrissus pacificus       | GCN, GCC, GCS                | 6 - 137     | PET, ICOC                                     |
| Spatangus californicus        | GCN, GCC, GCS                | 10 - 644    | PET, PNET                                     |
| Strongylocentrotus purpuratus | GCN, GCC                     | 0 - 161     | PET, PNET, IGUA                               |
| Tripneustes gratilla          | GCN, GCC, GCS                | 0 - 73      | CT, PET, IREV, IGAL, IMAL                     |

Une étude de 2005 ajoute à cette liste les espèces Lytechinus anamesus, Toxopneustes roseus, Cassidulus pacificus, Mellita kanakoffi, Encope wetmorei, Brissus latecarinatus, Metalia spatagus, Brisaster townsendi, Moira clotho. 

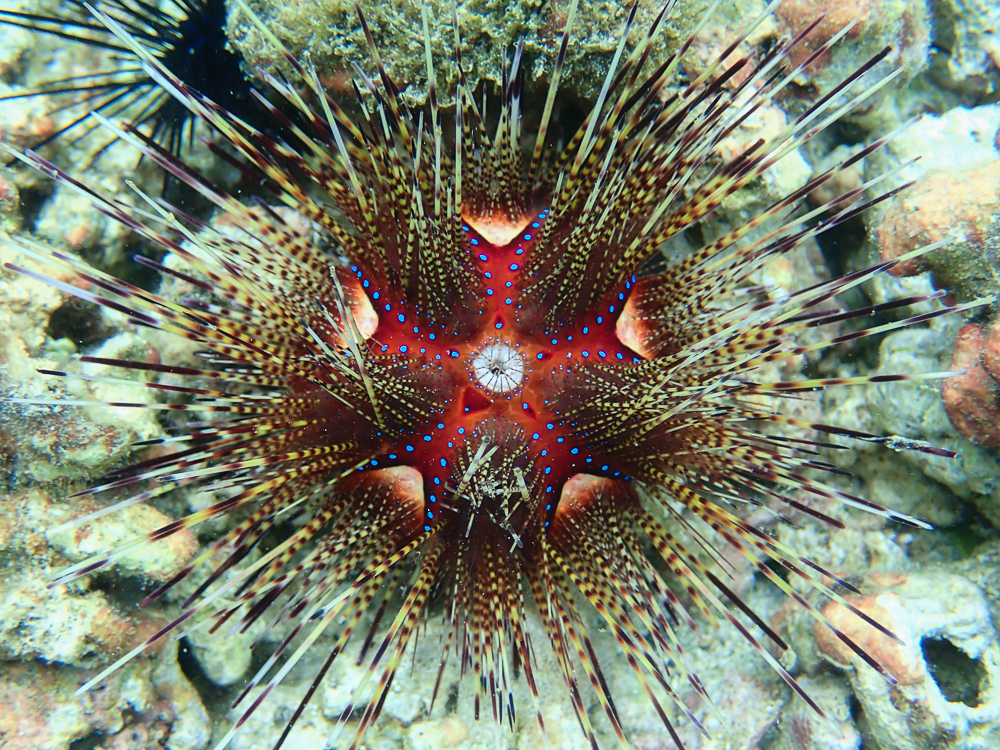
Astropyga pulvinata
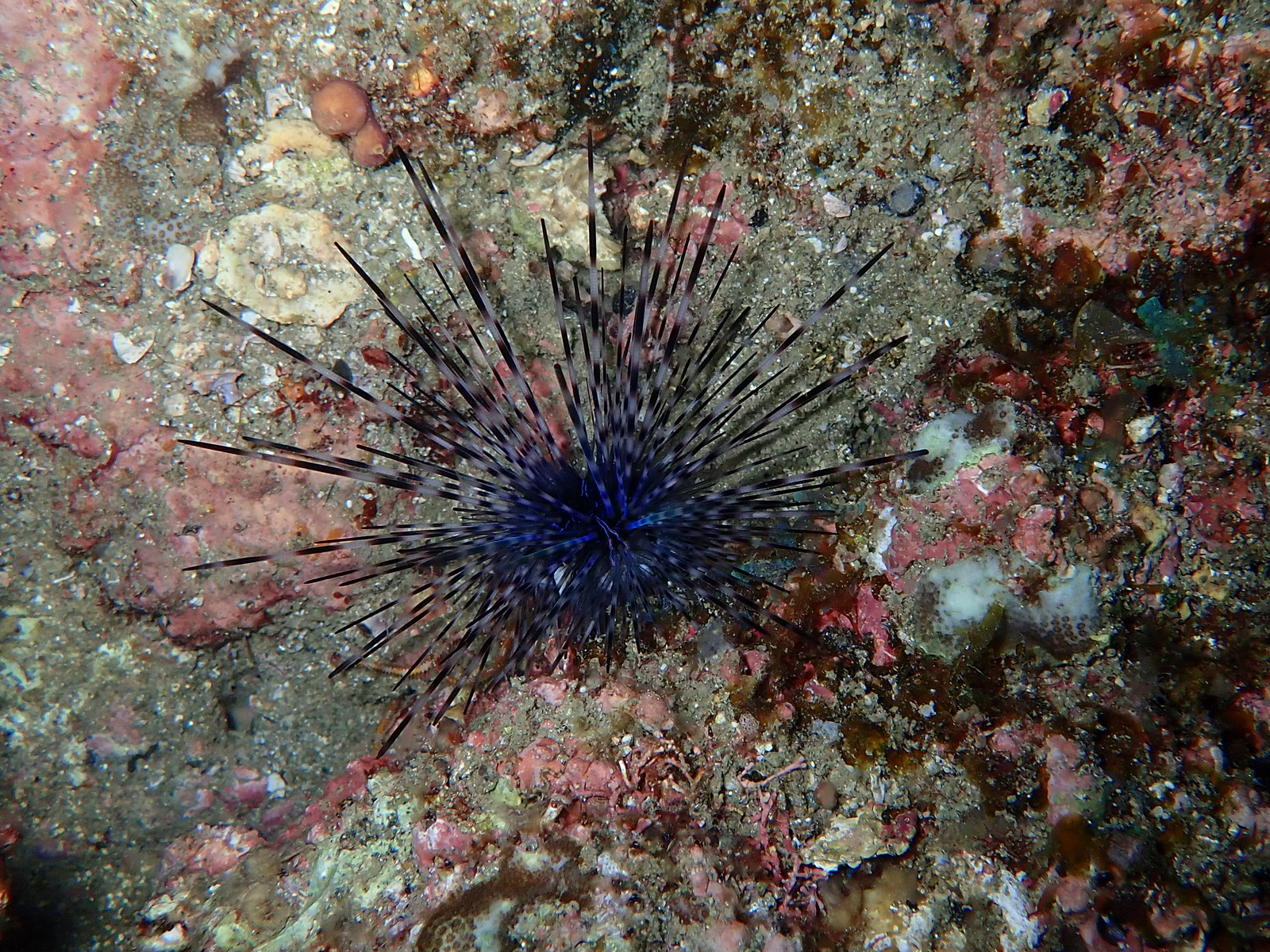
Possible jeune Centrostephanus coronatus
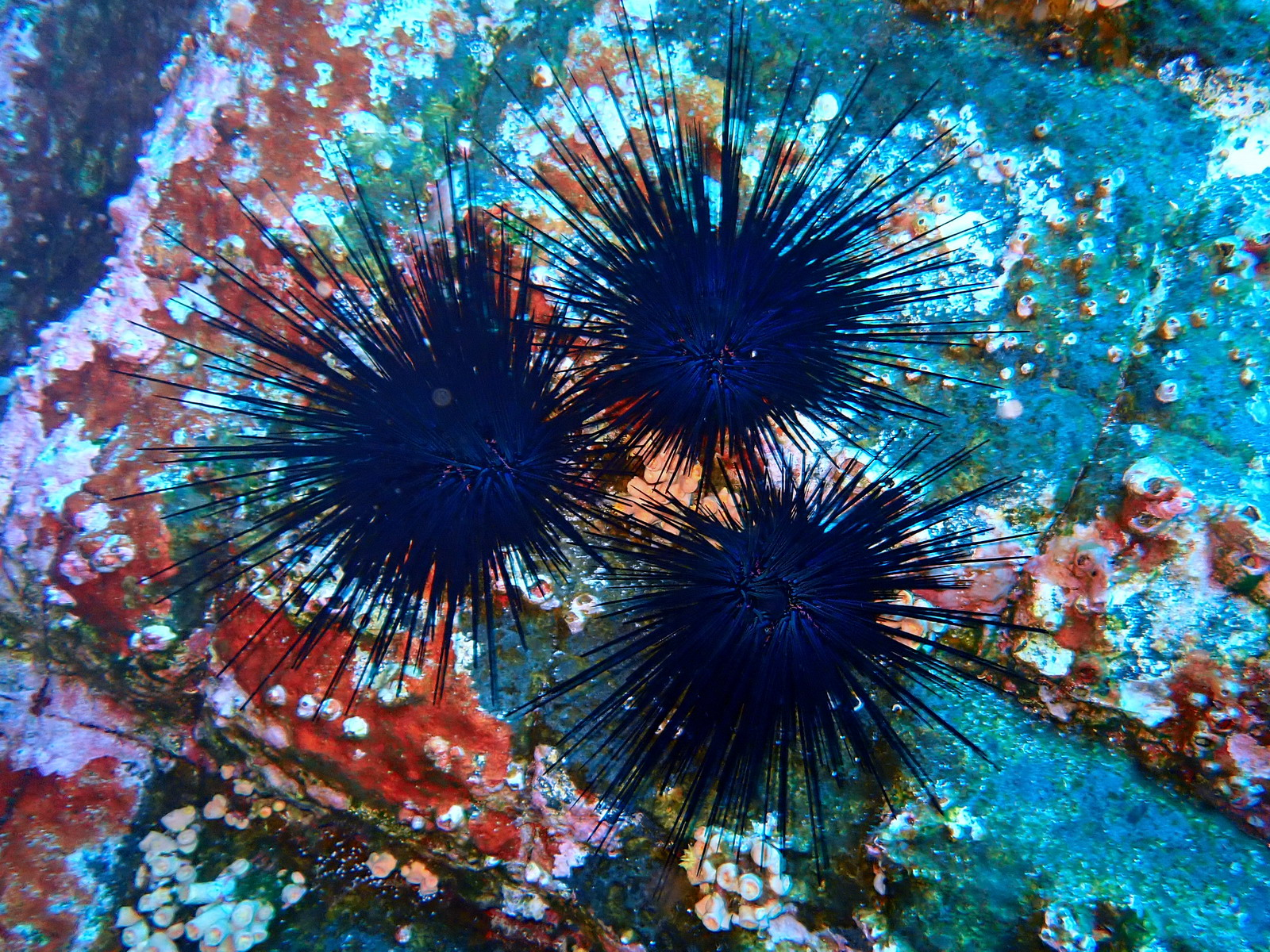
Diadema mexicanum
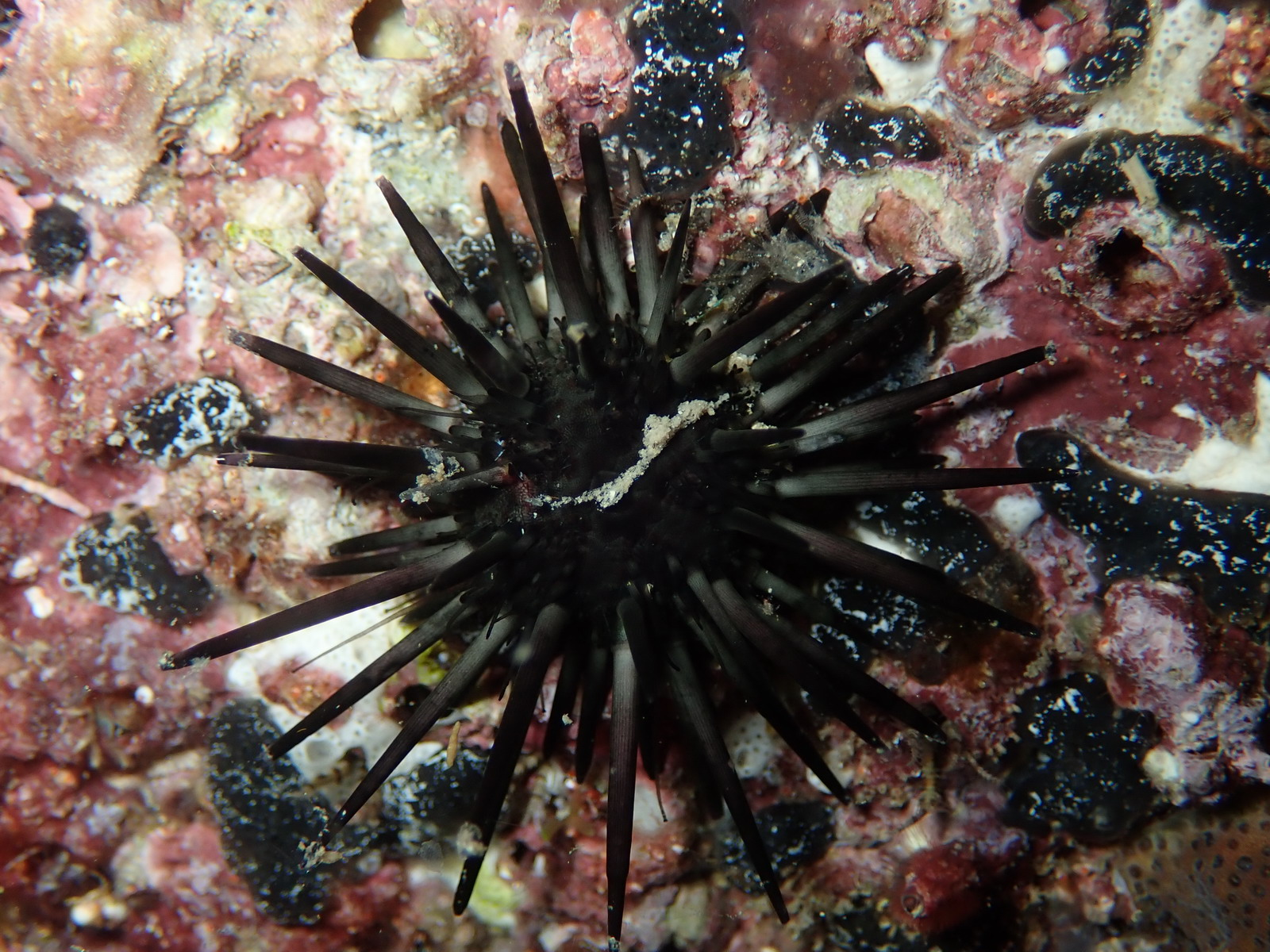
Arbacia stellata (jeune)
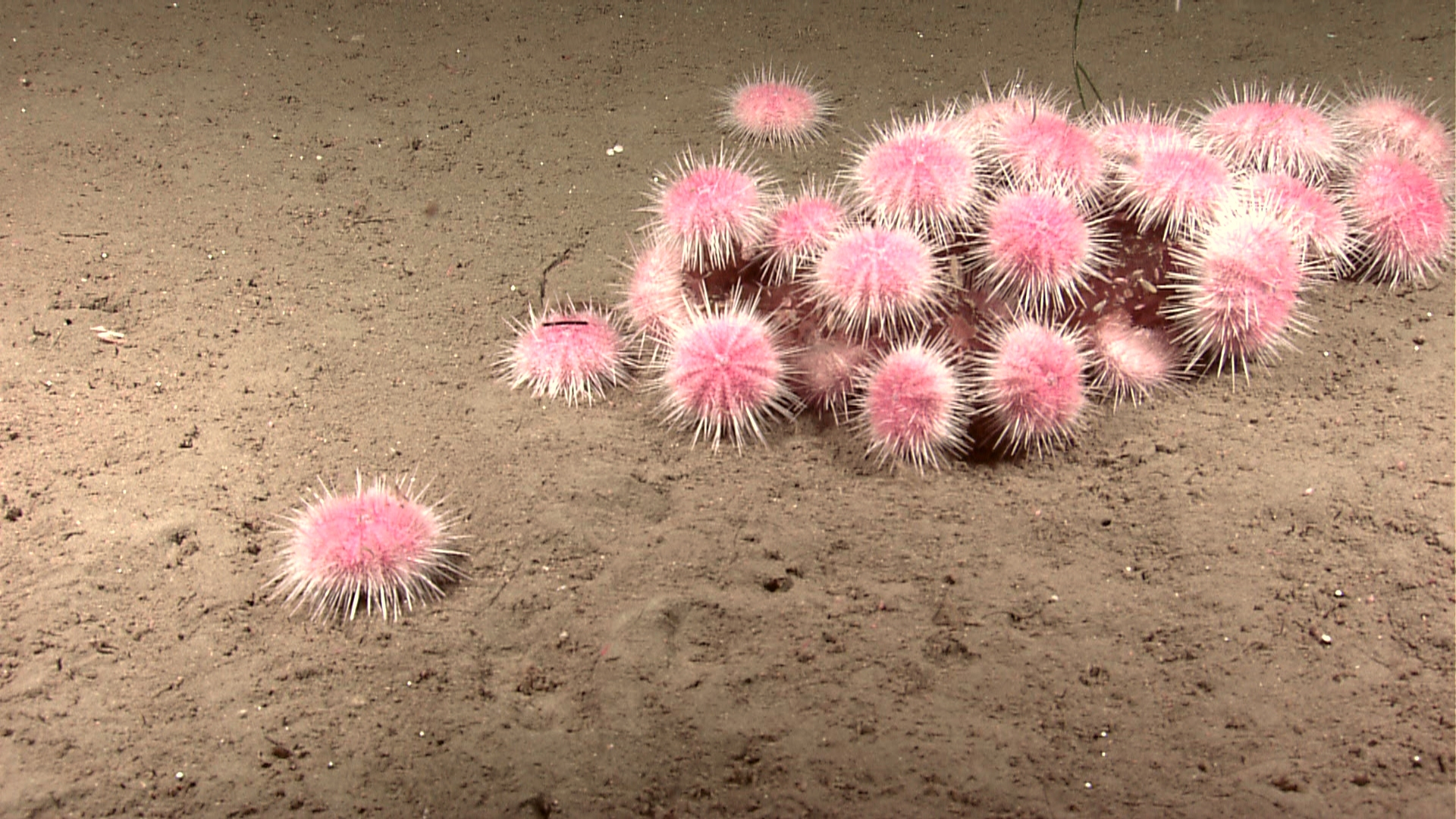
Allocentrotus fragilis
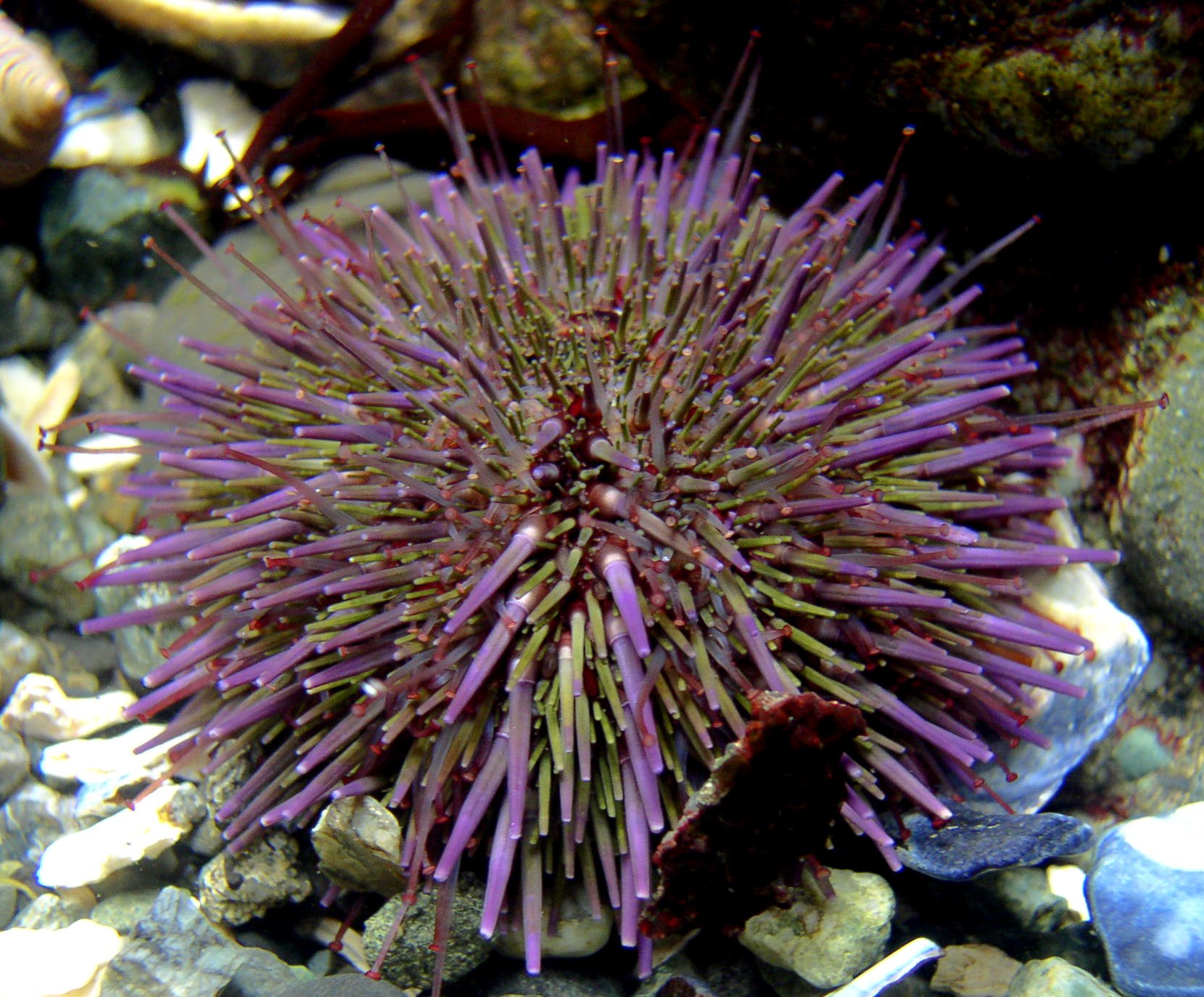
Strongylocentrotus purpuratus
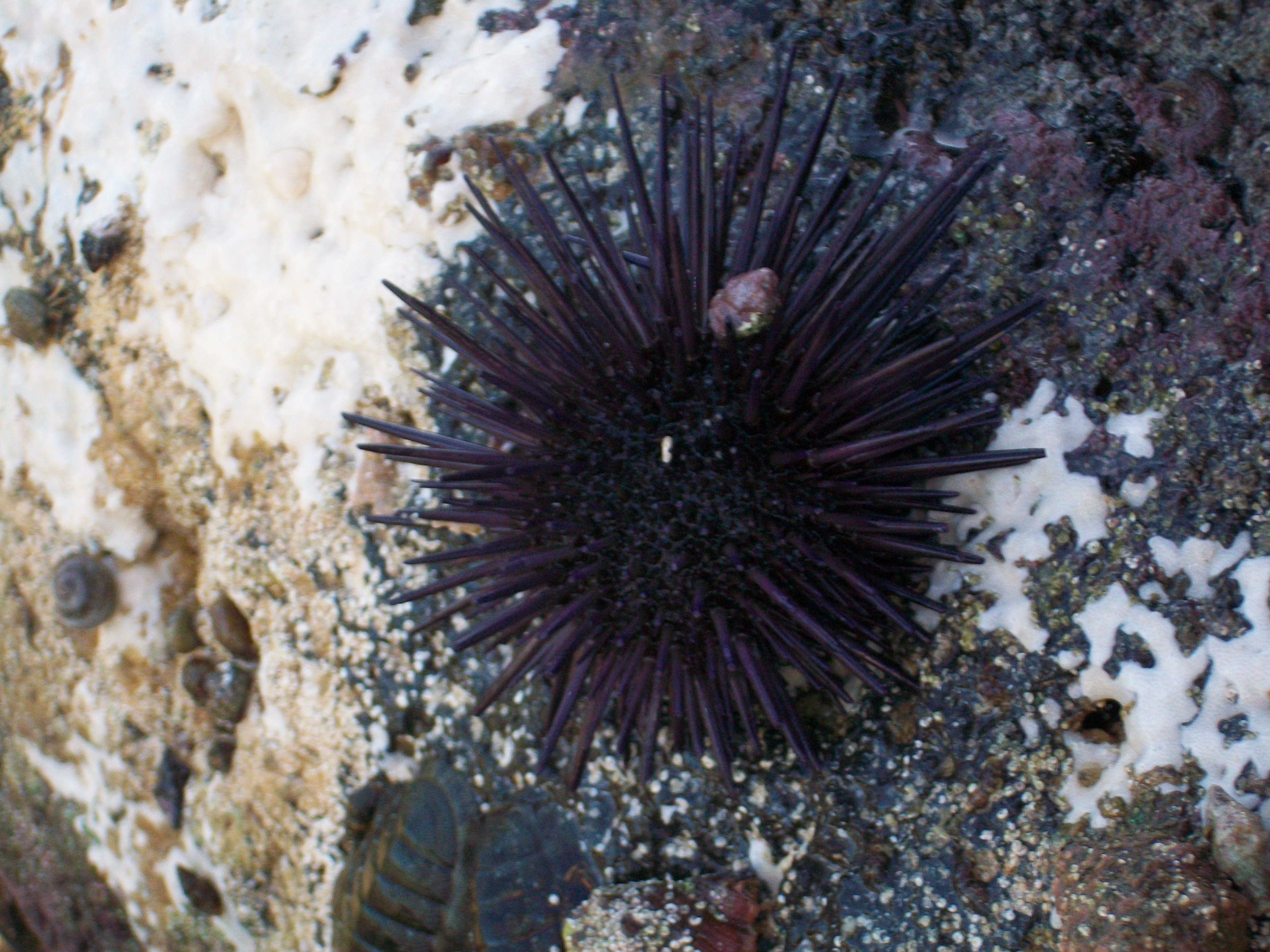
Echinometra vanbrunti
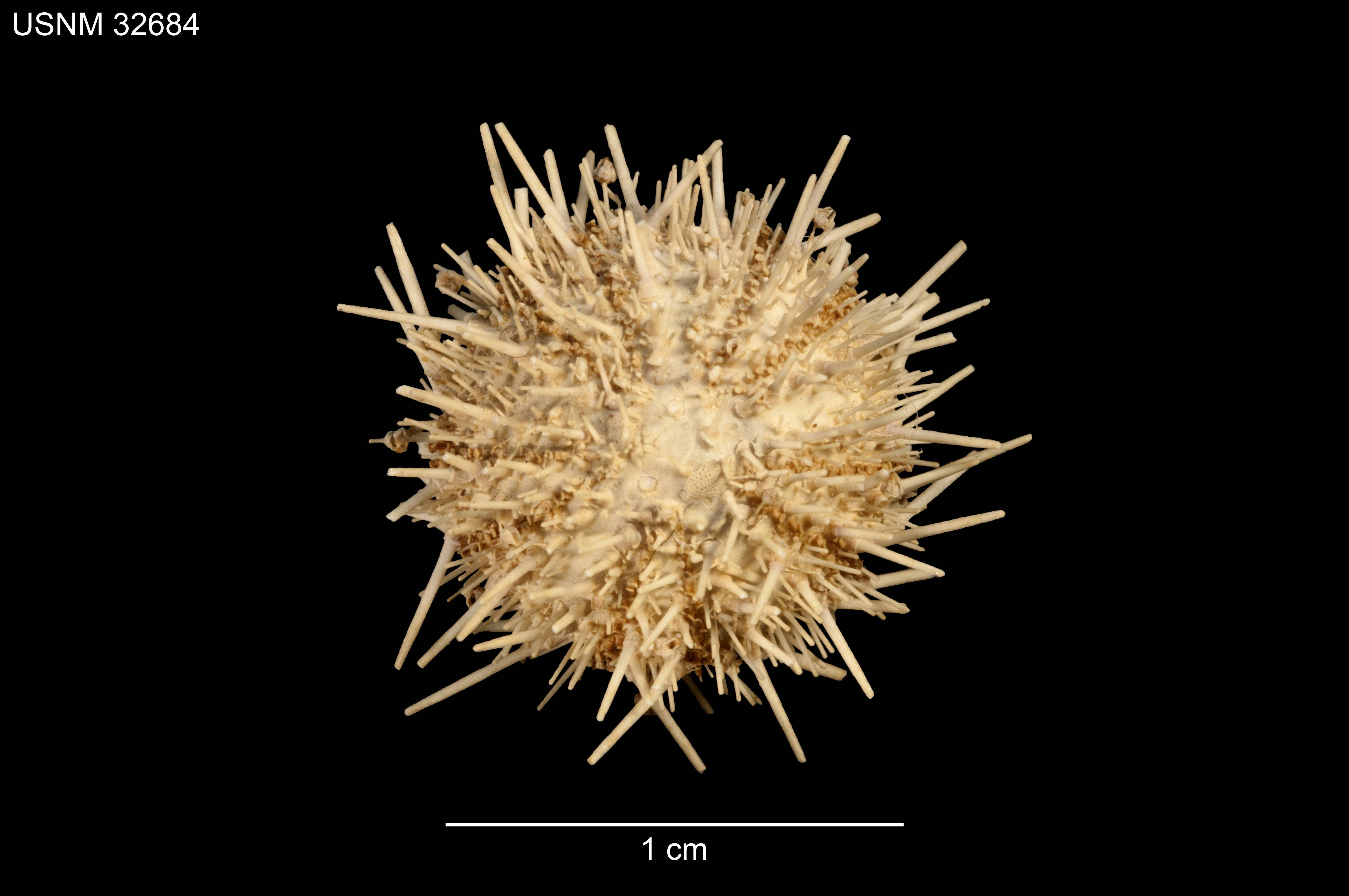
Lytechinus pictus (séché)
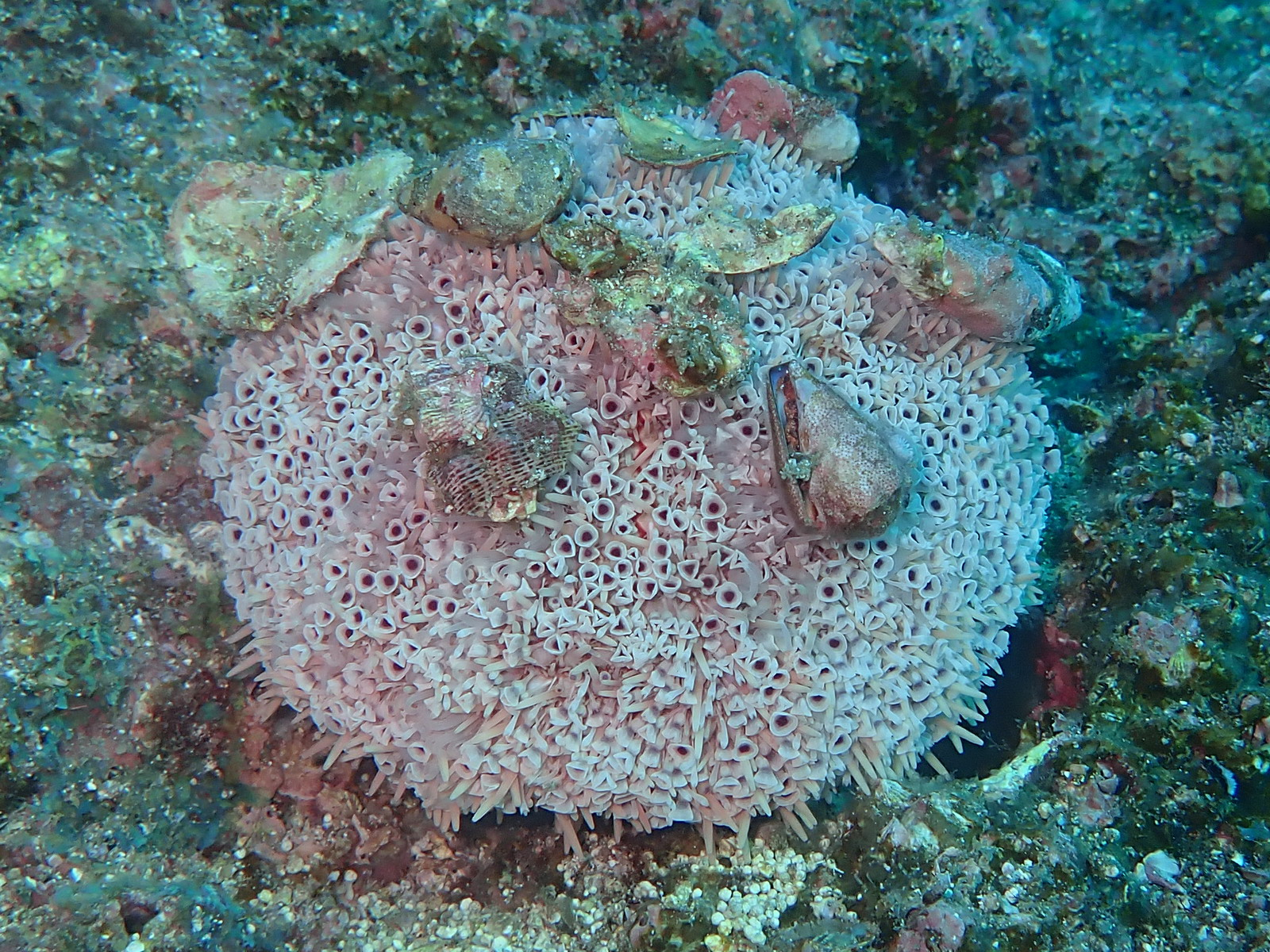
Toxopneustes roseus
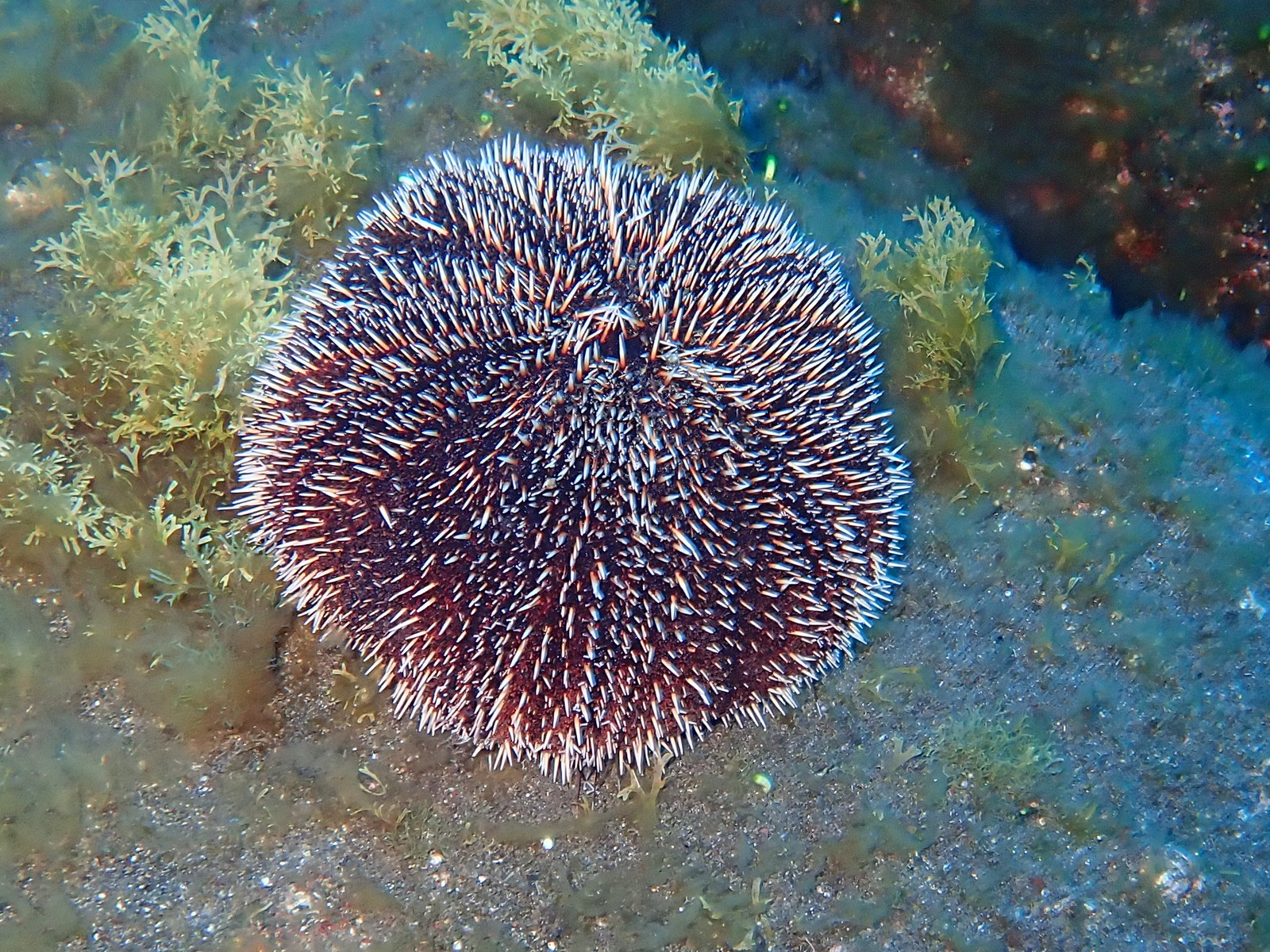
Tripneustes depressus
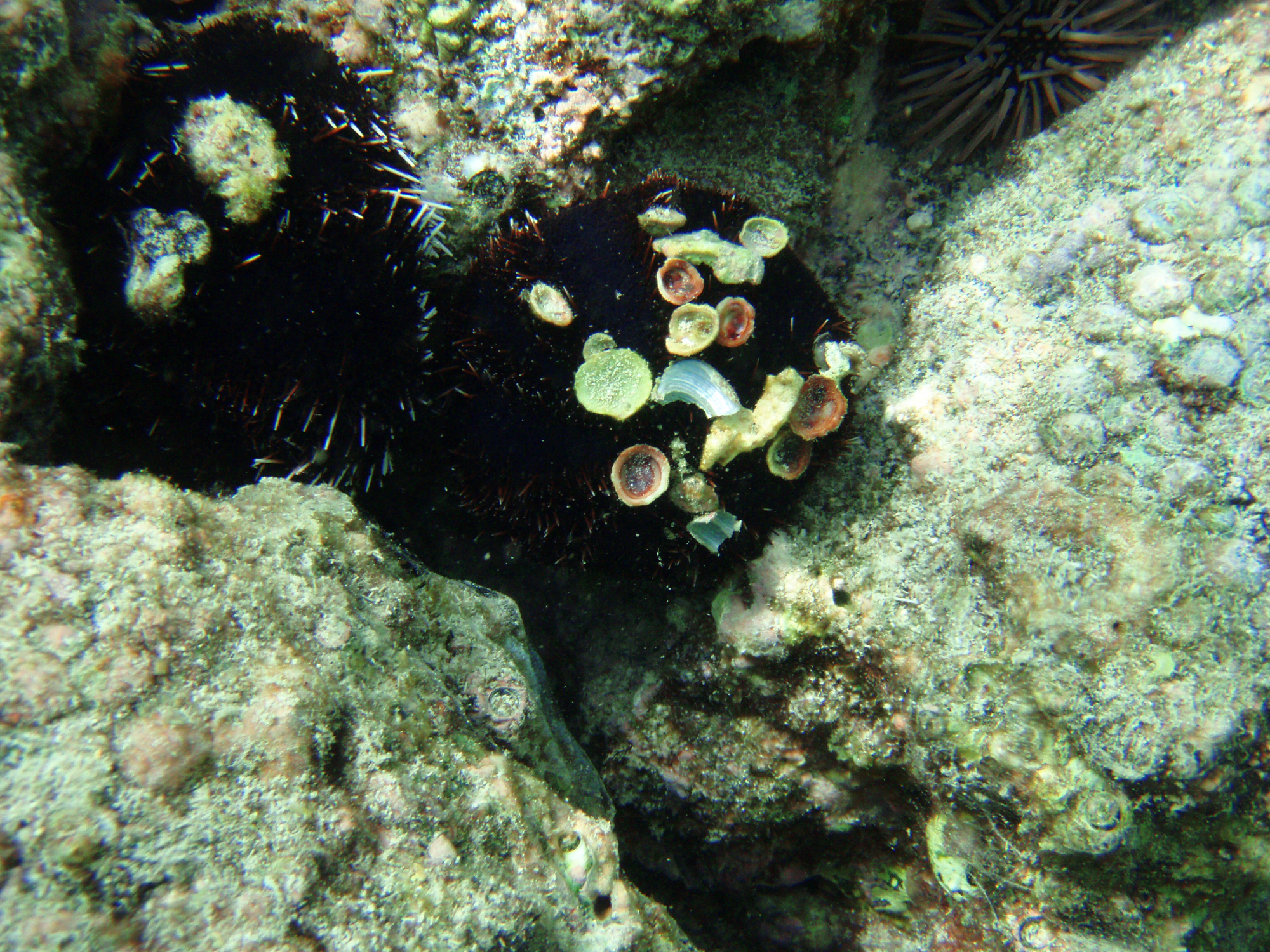
Tripneustes gratilla
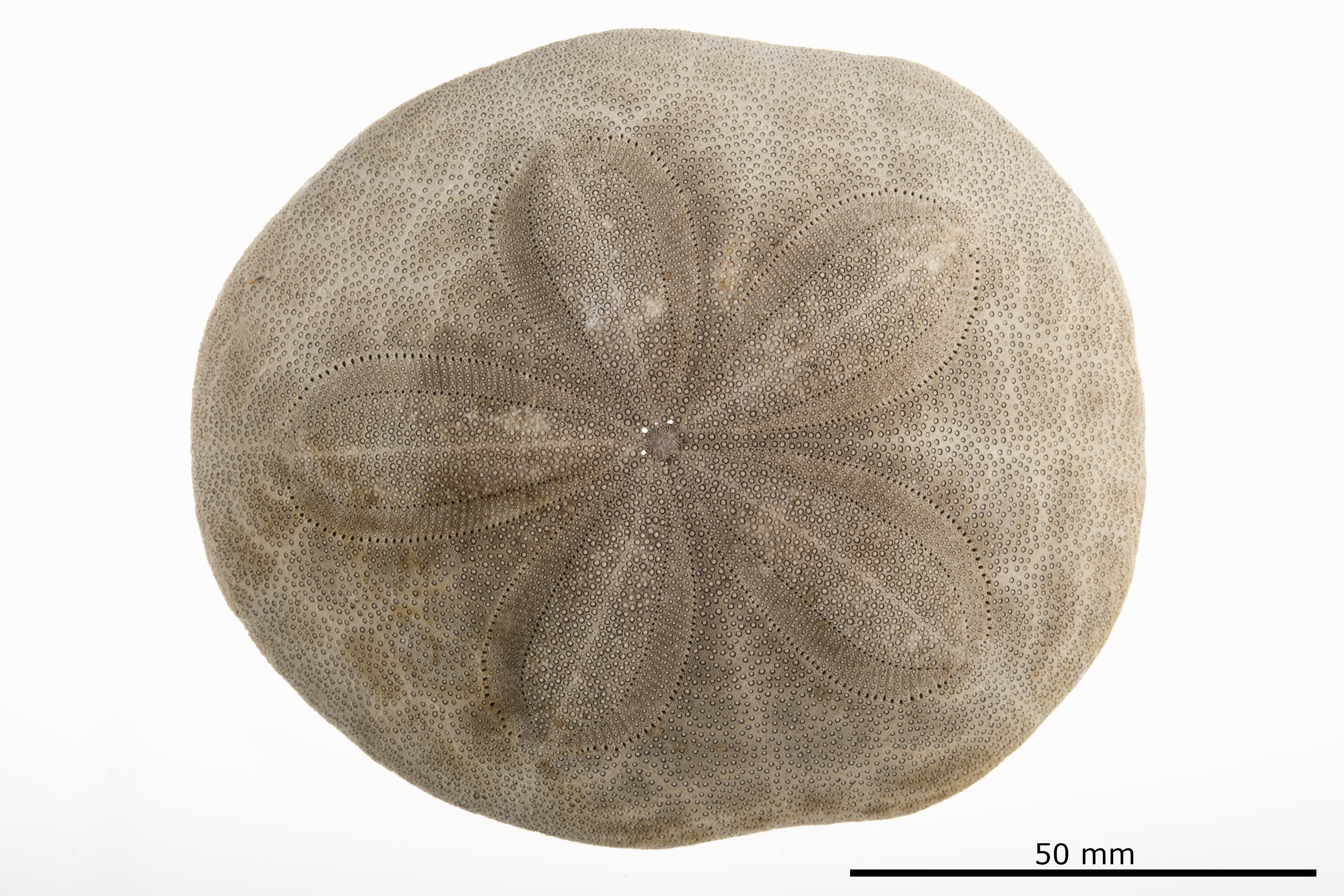
Clypeaster speciosus
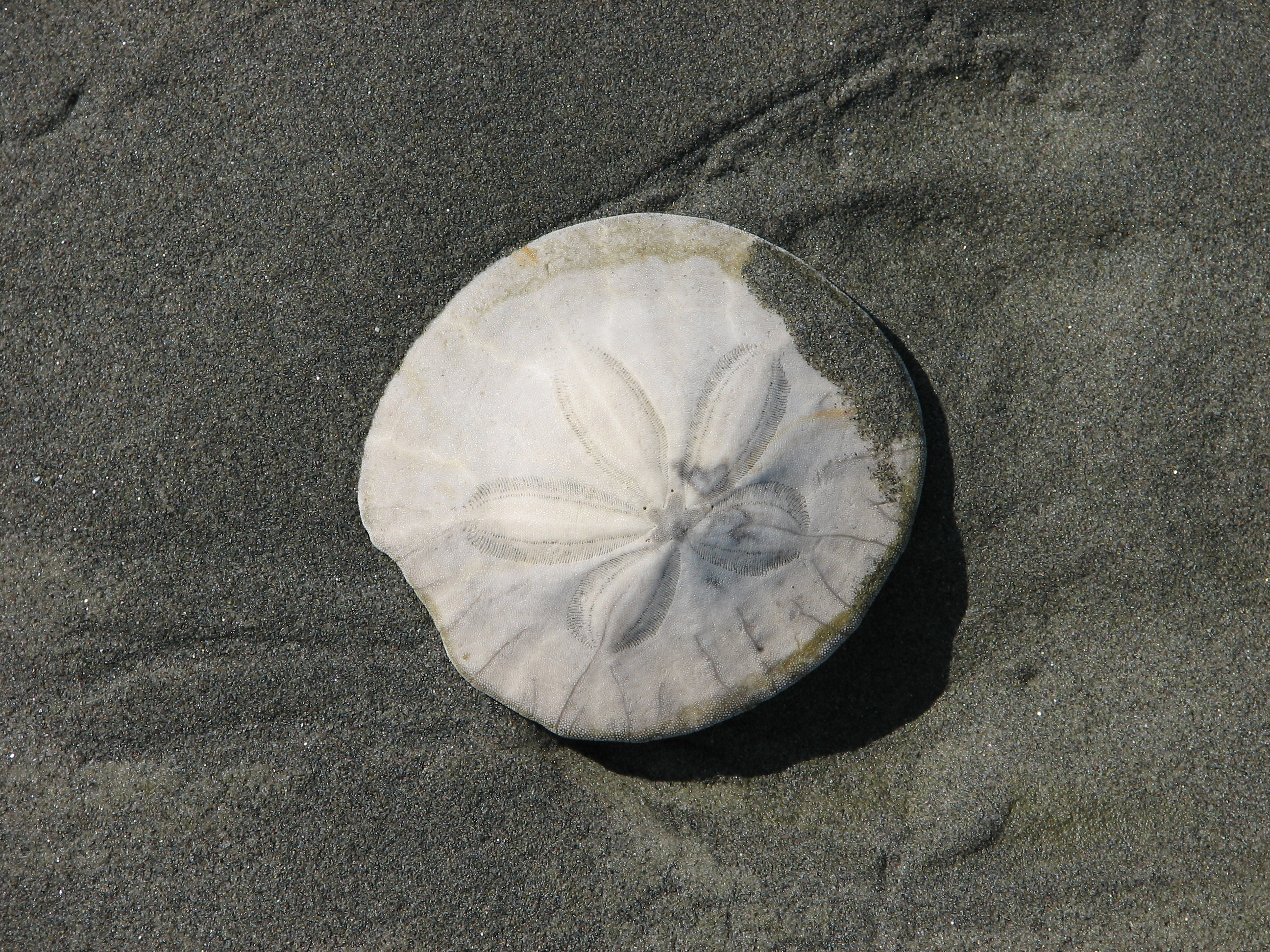
Dendraster excentricus (test)
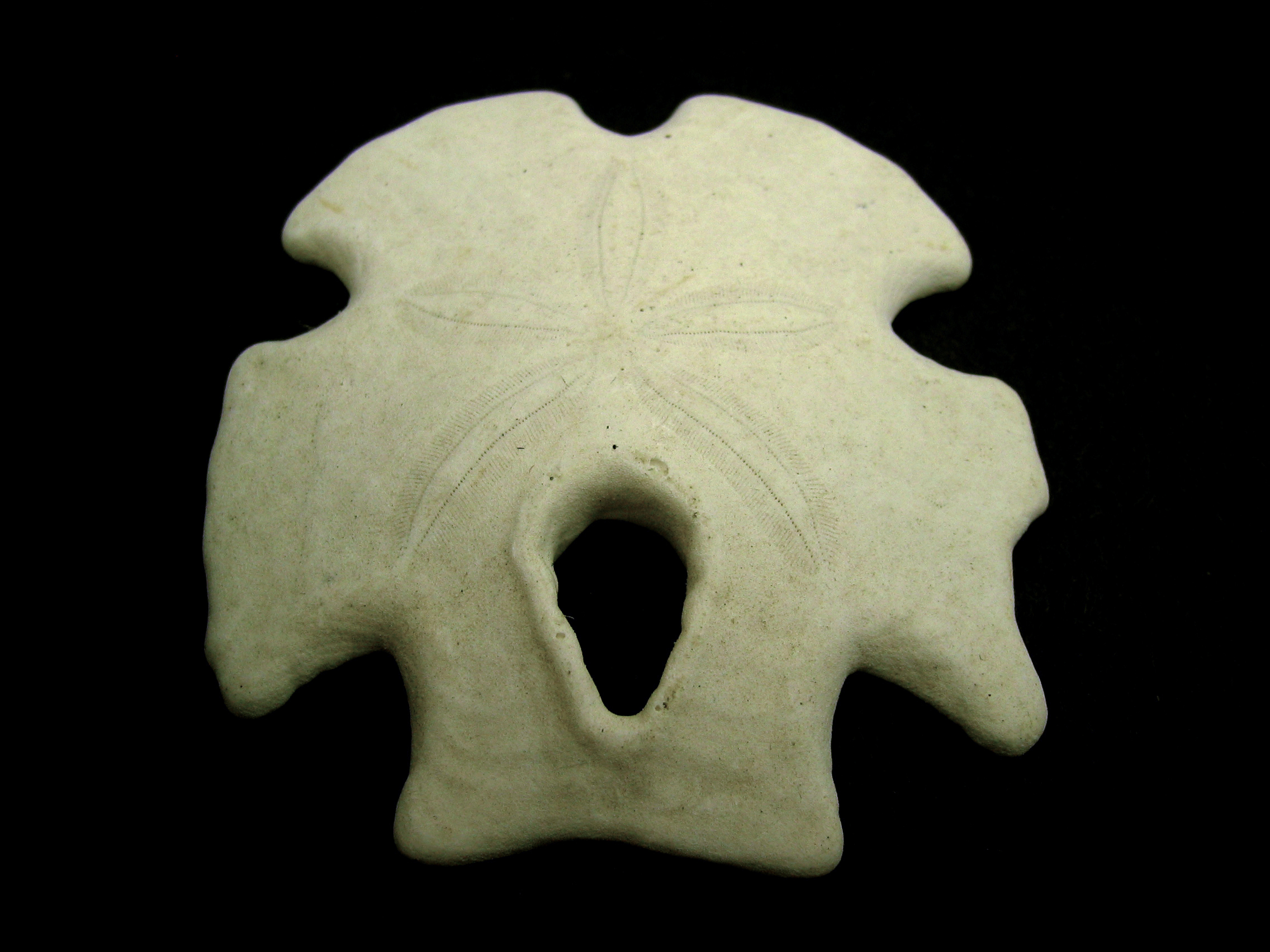
Encope grandis (test)
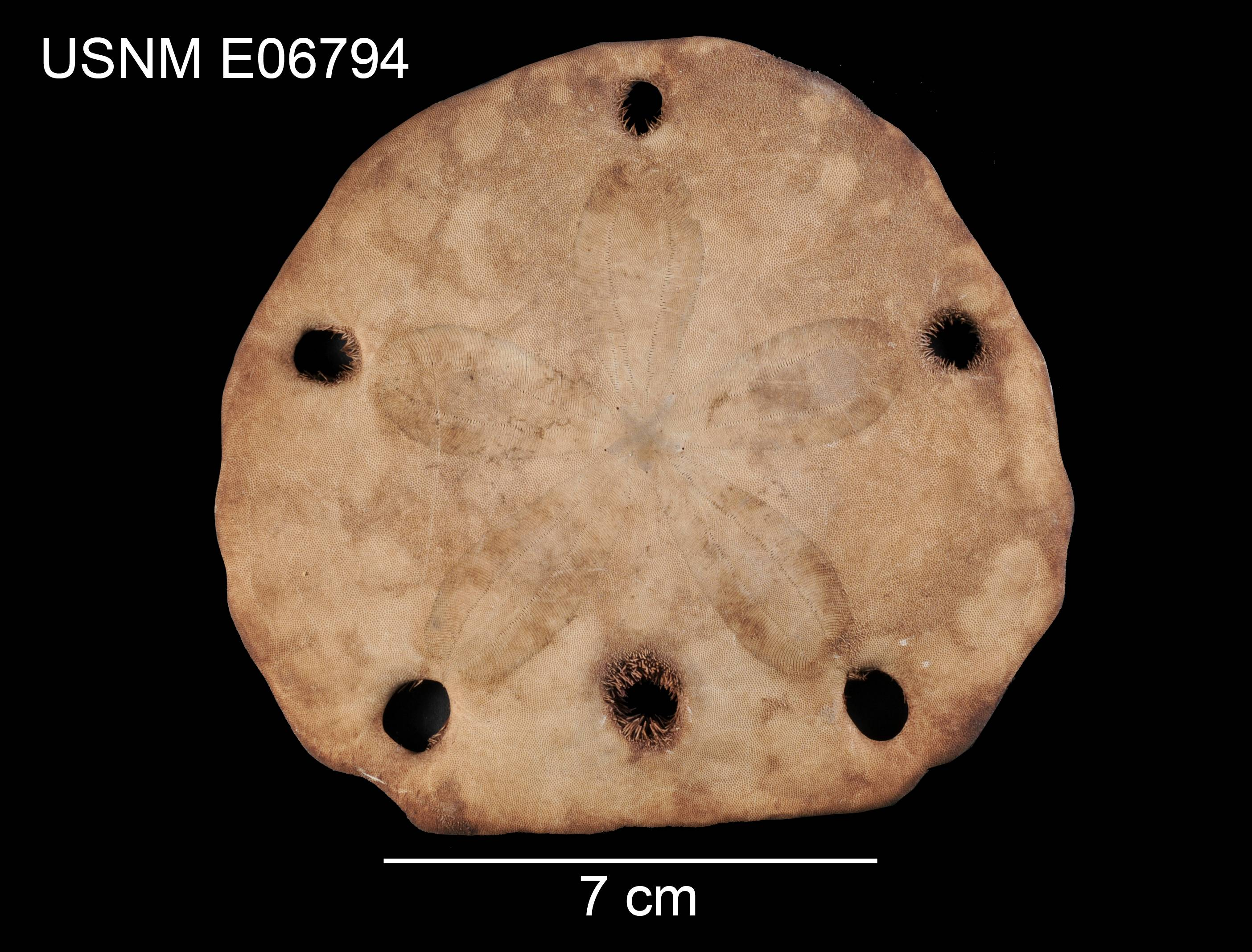
Encope micropora
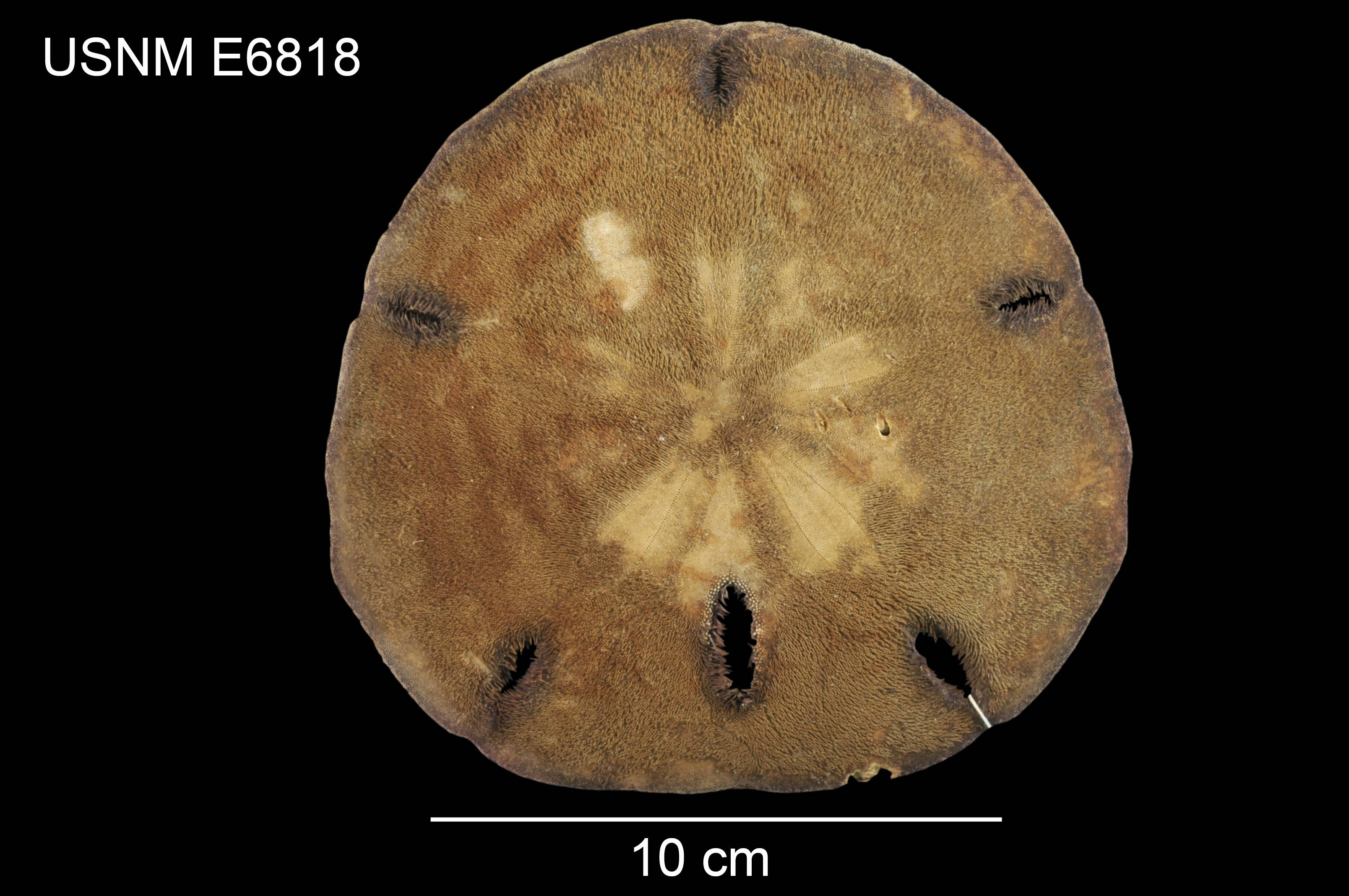
Encope perspectiva
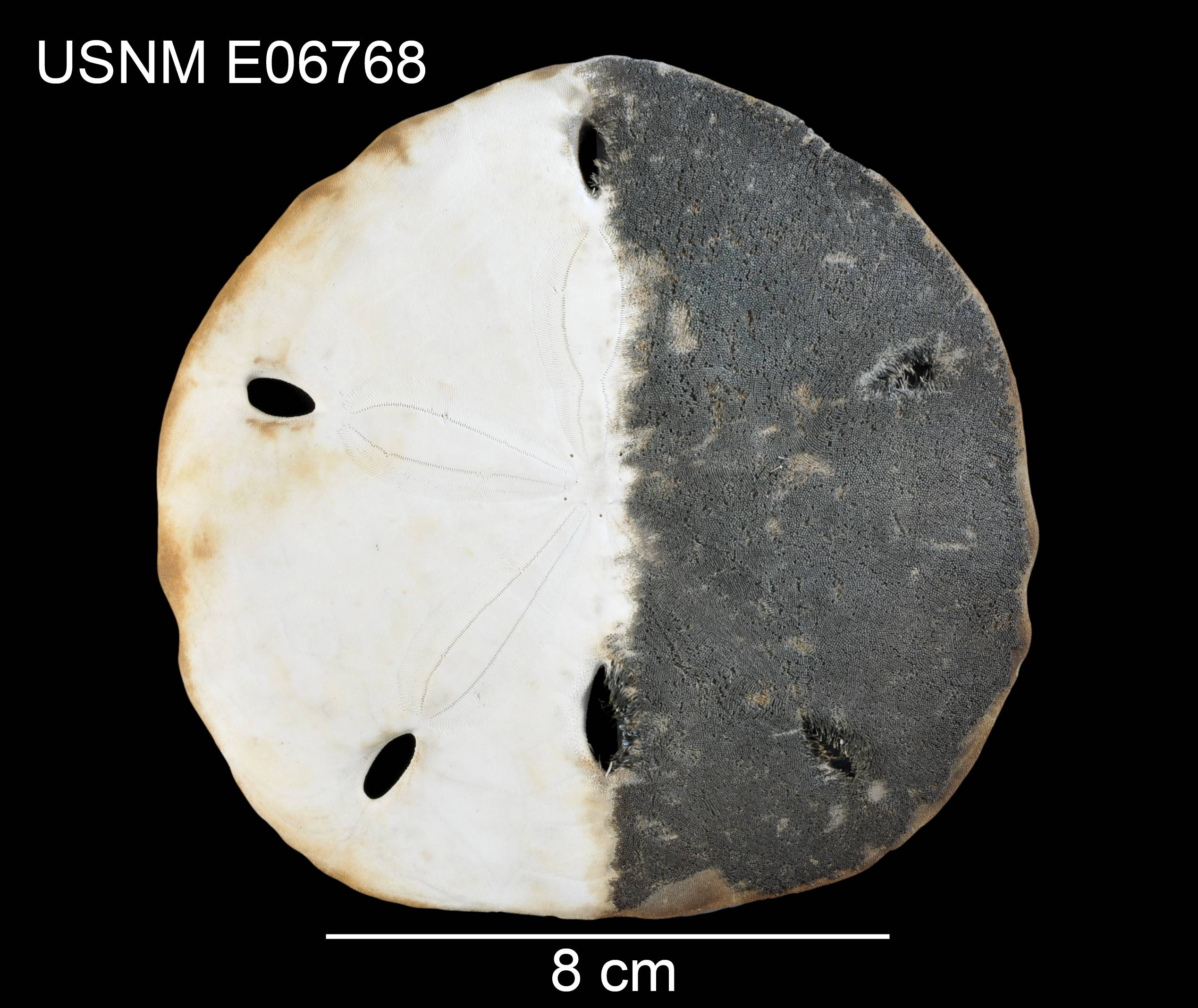
Encope wetmorei
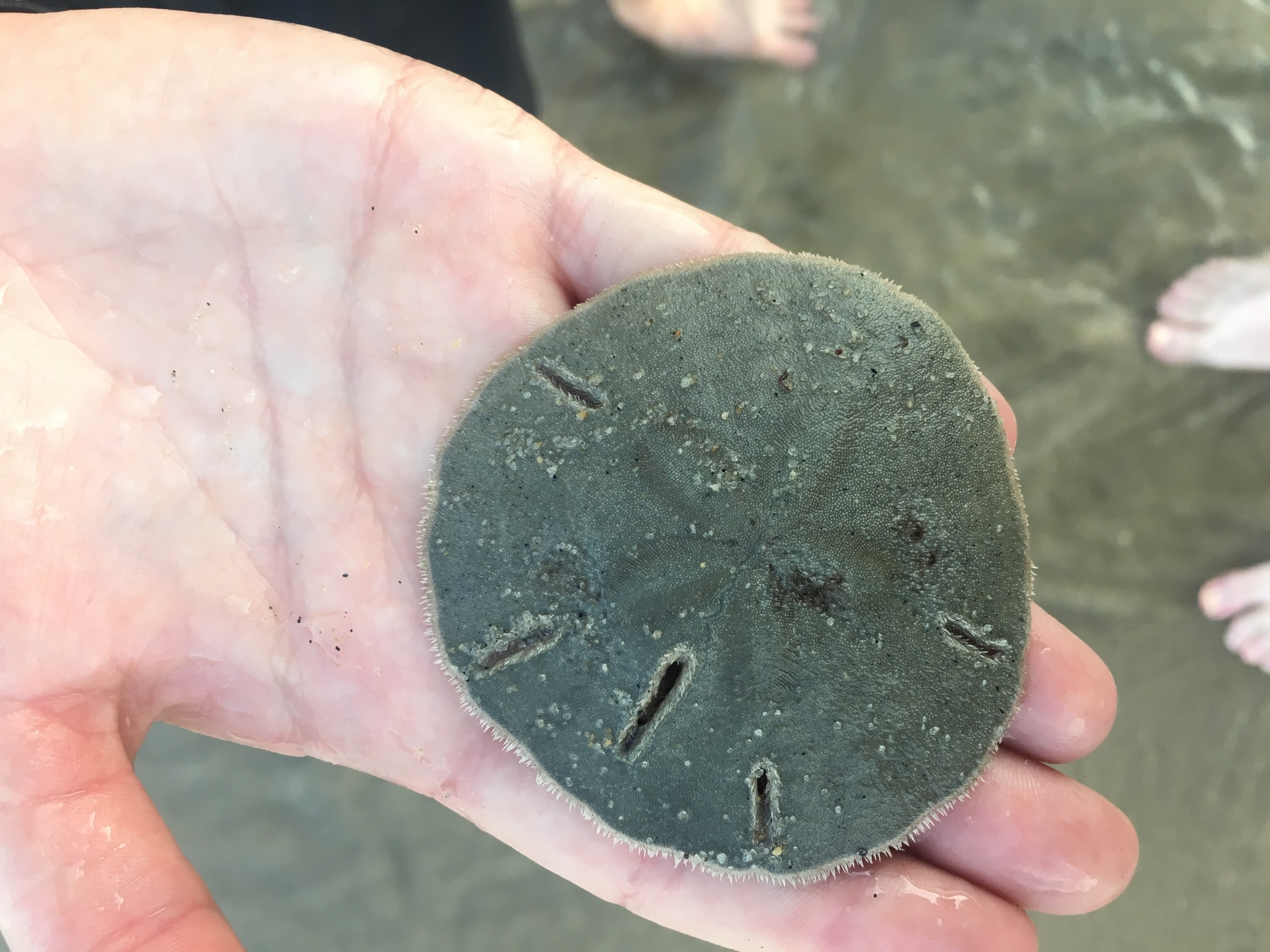
Lanthonia grantii
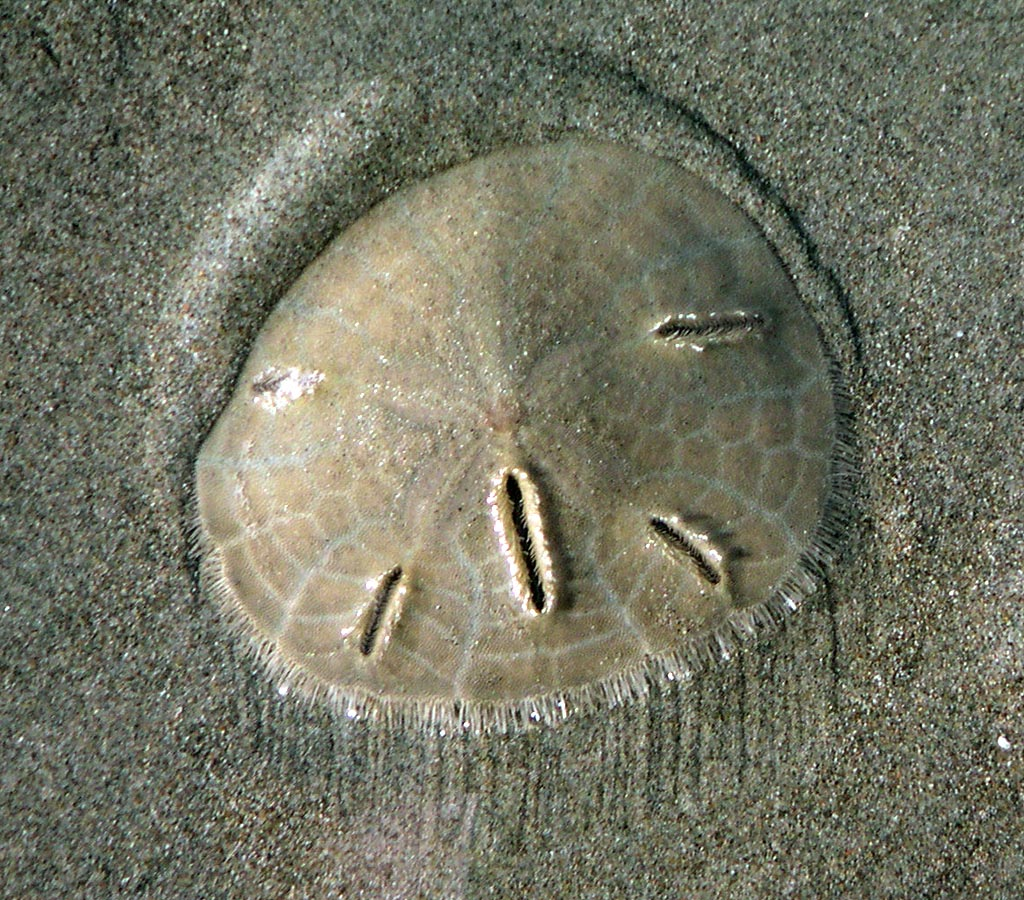
Mellita longifissa (test)
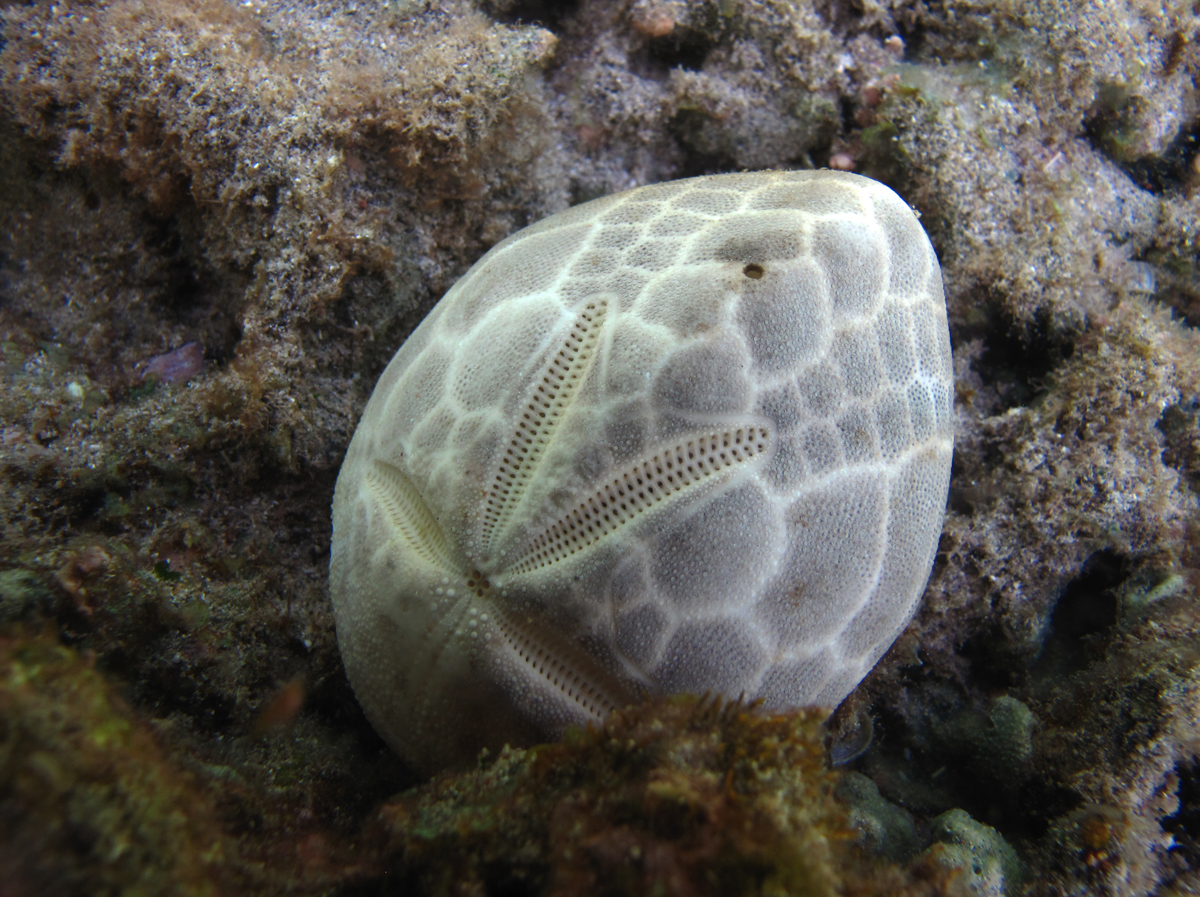
Brissus latecarinatus (test)
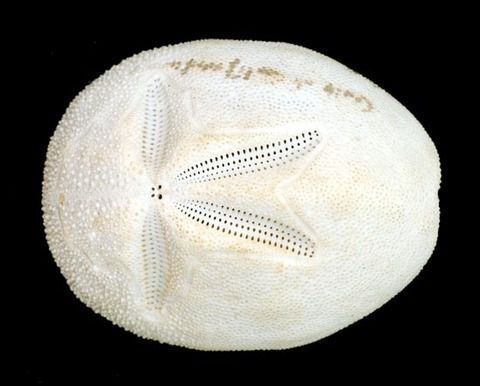
Brissus obesus (test)
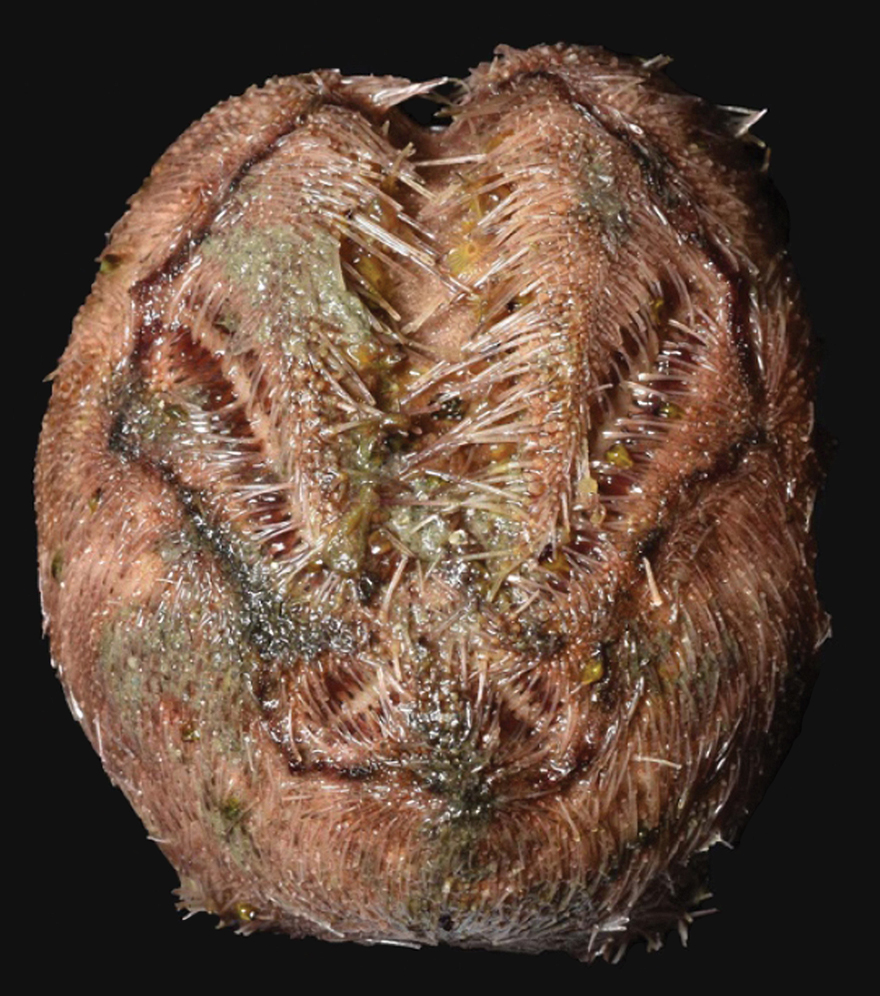
Brisaster latifrons (mort)
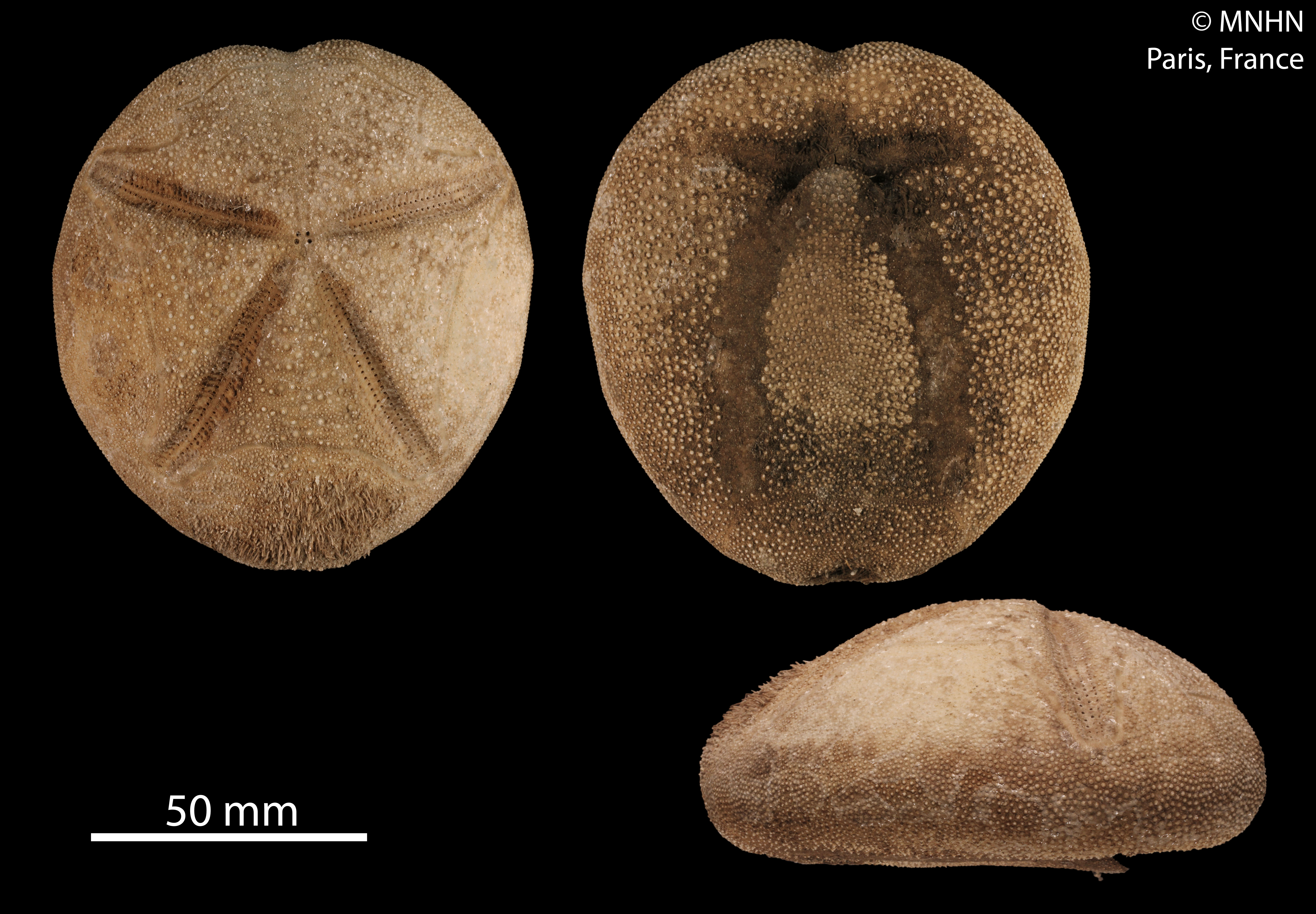
Meoma ventricosa grandis (test)
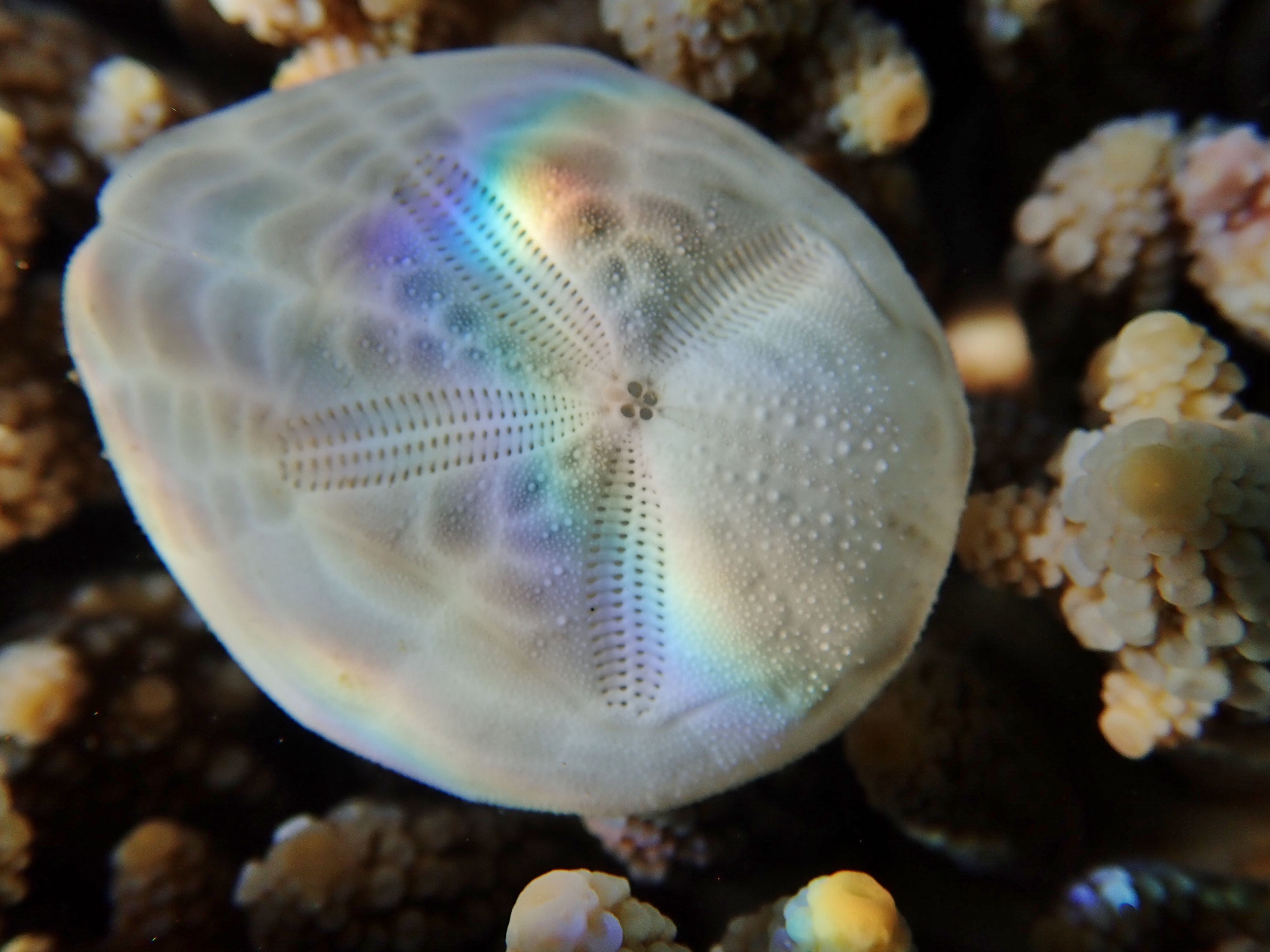
Metalia spatagus (test)
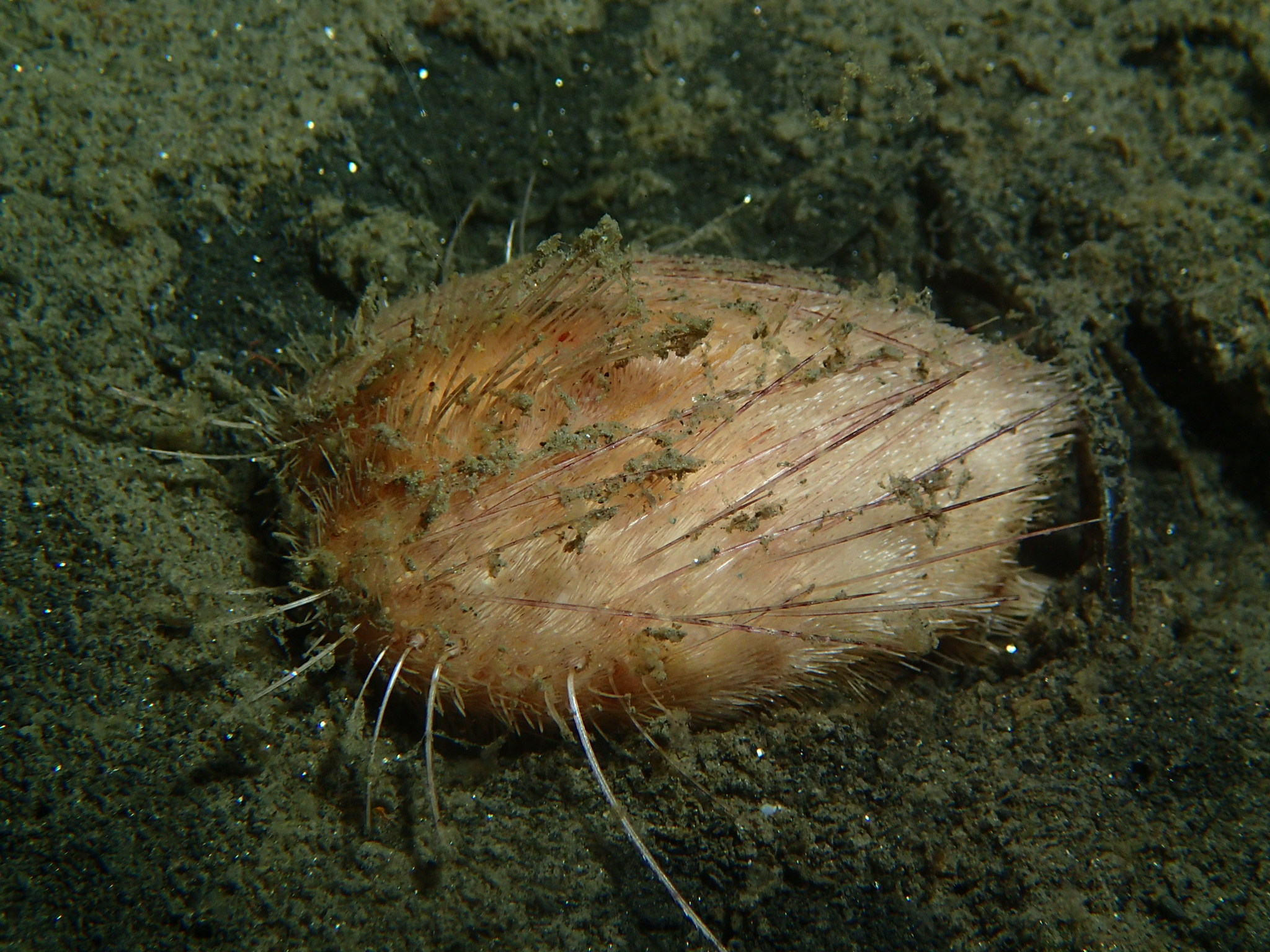
Lovenia cordiformis
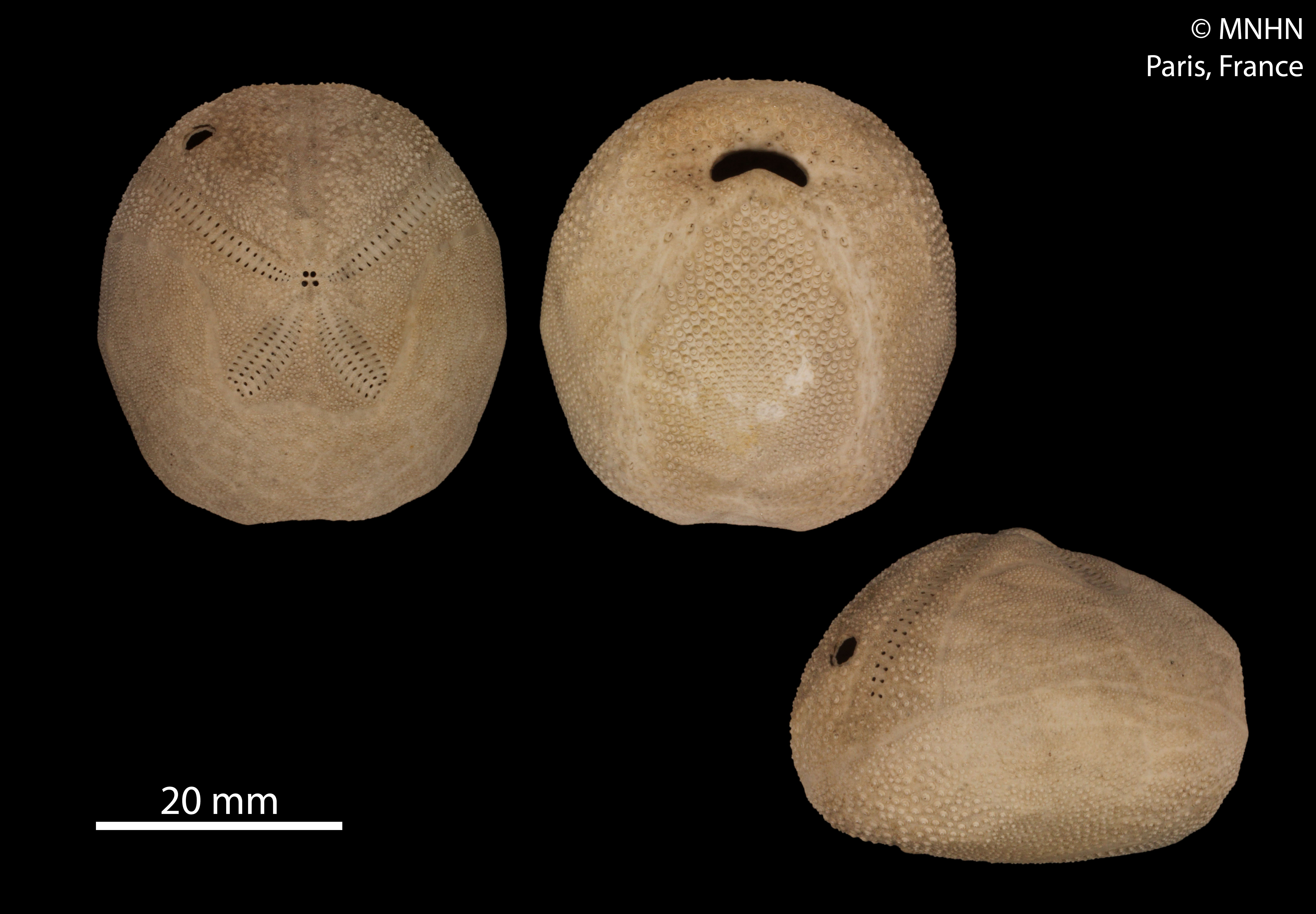
Agassizia scrobiculata (test)
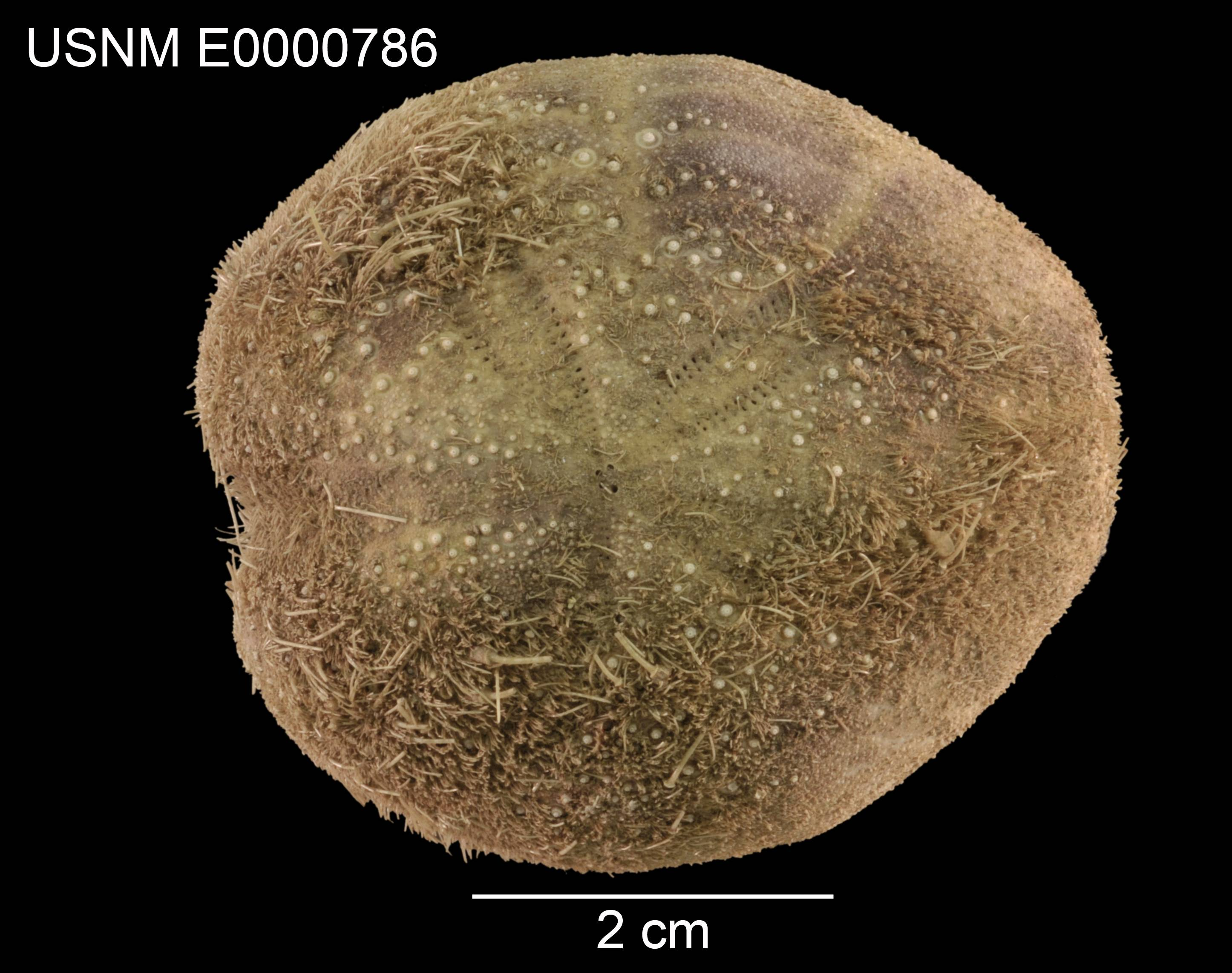
Spatangus californicus (test)
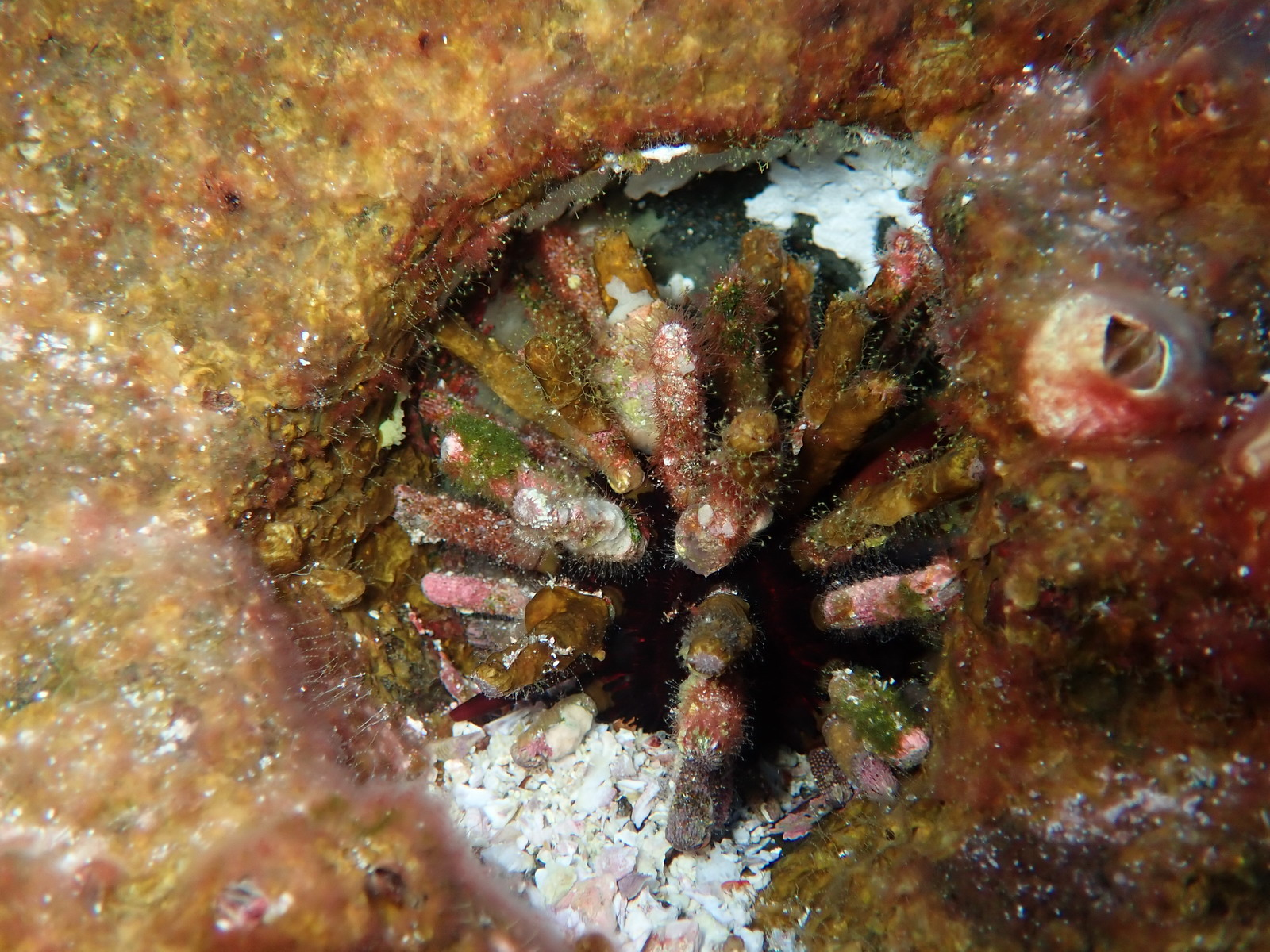
Eucidaris thouarsii

Espèces non illustrées : Echinometra mathaei var. oblonga, Cassidulus pacificus, Clypeaster europacificus, Clypeaster ochrus, Clypeaster rotundus, Mellita kanakoffi, Brissopsis columbaris, Brissopsis pacifica, Plagiobrissus pacificus, Metalia nobilis, Brisaster townsendi, Moira atropos, Moira clotho, Nacospatangus depressus, Aporocidaris milleri, Hesperocidaris asteriscus, Hesperocidaris perplexa.

## Synthèse
- 35 espèces d'oursins (100 %) peuvent être trouvées dans la partie nord du Golfe (GNC).

- 3 espèces (8.57 %) sont présentes dans les régions nord, centre et extérieure, mais absentes du sud du golfe.

- 32 espèces (91.43 %) peuvent être trouvées dans tout le golfe (GNC, GCC, GCS).

- 15 (42.86 %) sont partagées entre la région sud-ouest de Basse-Californie (SBC) et le nord du golfe (GNC).

- 1 espèce (2.86 %)est endémique du golfe (Mellita grantii).

### Sources

#### Articles scientifiques
- (en) Francisco A. Solís-Marín, Magali B. I. Honey-Escandón, M. D. Herrero-Perezrul, Francisco Benitez-Villalobos, Julia P. Díaz-Martínez, Blanca E. Buitrón-Sánchez, Julio S. Palleiro-Nayar et Alicia Durán-González, « The Echinoderms of Mexico: Biodiversity, Distribution and Current State of Knowledge », dans Juan José Alvarado & Francisco Alonso Solis-Marin, Echinoderm Research and Diversity in Latin America, Heidelberg, Springer-Verlag, 2013 (DOI 10.1007/978-3-642-20051-9_2, lire en ligne).
- (es) Francisco A. Solís-Marín, Alfredo Laguarda-Figueras, Alicia Durán-González, Cynthia Gust Ahearn & Juan Torres Vega, « Equinodermos (Echinodermata) del Golfo de California, México », Revista de Biologia Tropical, vol. 53, no 3,‎ 2005, p. 16 (lire en ligne).

#### Sites de référence en identification d'espèces marines
- « Données d'observations pour la reconnaissance et l'identification de la faune et de la flore subaquatiques », sur DORIS, site partenaire du MNHN géré par la CNEBS de la FFESSM.
- « Sous Les Mers », sur www.souslesmers.fr, administré par François Cornu.
- (en) « Marine Species Identification Portal », sur species-identification.org.

#### Sites spécialisés sur la région
- (en) « The Gulf of California Invertebrate Database », sur desertmuseum.org.
- (en) « Invertebrates », sur seacortez.com.
- (es) « Los equinodermos de Mexico », sur echinodermata-mexico.blogspot.fr.